# Маршал, Уильям, 1-й граф Пембрук
Уильям Маршал (англ. William Marshal, фр. Guillaume le Maréchal, англо-норм. Williame li Mareschal; ок. 1146/1147 — 14 мая 1219) — 1-й граф Пембрук с 1189 года, маршал королевского двора с 1194 года, юстициарий Англии в 1190—1194 годах, шериф Глостершира в 1190—1195, 1199—1207 годах. Уильям Маршал, по мнению современников, являлся величайшим рыцарем христианского мира. Руководил королевской армией во время Первой баронской войны (1215—1217), был одним из гарантов Великой хартии вольностей 1215 года, а после смерти Иоанна Безземельного осуществлял функции регента Англии.

## Историография биографии Уильяма Маршала
Основным источником для биографии Уильяма является «История Уильяма Маршала» (фр. L’histoire de Guillaume le Maréchal), представляющая собой расширенную поэму из более чем 19000 строк в рифмованных куплетах на англо-нормандском языке. Она была заказана его старшим сыном, Уильямом II, и Джоном д’Эрли, старым администратором Уильяма. Считается, что она была написана в 1225—1226 годах эмигрантом из Турени по имени Джон в южной валлийской марке. Её текст опирался на воспоминания соратников Уильяма, воспоминания тех, кому он рассказывал о своей ранней биографии, а также на документы из семейного архива. Рукопись в настоящее время находится в нью-йоркской библиотеке Моргана. Её текст был впервые издан в 1891—1901 годах французским исследователем Полем Мейером под названием «История Гийома ле Марешаля (Уильяма Маршала), графа Стригуила и Пембрука». Издатель не привёл перевод поэмы, а сделал только исторический обзор на французском языке, а также обширные индексы и комментарии, которые сохраняют ценность и в настоящее время. В 2002—2006 годах в Англии был издан комментированный перевод «Истории» на английский язык.
Другим важным источником для описания карьеры Уильяма Маршала (особенно, поздней) являются его собственные хартии. До нашего времени в различных архивах Ирландии, Великобритании, Северной Франции и США сохранилось порядка 90 хартий. Акты и письма Уильяма Маршала и его сына были изданы валлийским историком Дэвидом Краучем. Также имя Уильяма Маршала появляется в разных хрониках.
Существует несколько исследований, посвящённых биографии Уильяма Маршала.
- Исследование американского историка Сидни Пейнтера[англ.] «William Marshal Knigtherrant, baron and Regent of England» (1933 год)[10]. Работа представляет собой фундаментальное описание биографии Уильяма, однако, как отзывается Дэвид Крауч, с момента её публикации прошло немало времени, с тех пор появилось немало новых сведений о жизни барона. Сам Уильям описан как типичный барон своего времени: неграмотный и не очень культурный, сильно религиозный, хорошо разбирающийся только в военном деле. Тем не менее он уважает формирующийся рыцарский кодекс, любит честную игру и поклоняется идеалу женщины. Для автора герой был честным и привлекательным персонажем — не особо ярким, но достаточно простым. Он был феодалом, который строил свою власть на уважении между ним и его людьми. Его успешность была основана на полезности его как воина, удачливого в друзьях и покровителях. Однако стереотипа «смелого, плохого барона», по мнению Крауча, следует избегать[6].
- Исследование французского историка Жоржа Дюби «Guillaume Le Maréchal» (1983 год)[11] и «Guillaume le Maréchal ou Le meilleur chevalier du monde» (1984 год)[12], существует перевод на английский язык 1986 года[13]. Однако, по мнению Дэвида Крауча, эта работа не лишена недостатков: он отмечает, что Дюби предпочитал полагаться на исторические заметки Пола Мейера, редактора текста «Истории», без особого внимания даже к тому, что её автор мог добавить к монументальным исследованиям Мейера. В результате исследователь допустил многочисленные ошибки в хронологии и генеалогии. Кроме того, Крауч указывает, что Дюби был не очень хорошо осведомлён о политической и общественной жизни англичан. Также он был убеждён в ограниченности Уильяма Маршала, видя в нём простого воина, унесённого далеко за пределы своего поля деятельности. В итоге он использовал из «Истории» те факты, которые подтверждали его предубеждения об аристократическом обществе, проигнорировав все остальные. Также Дюби, как и Пейнтер, не использовал другой источник — личные хартии Уильяма[6].
- Исследование Дэвида Крауча «William Marshal» (3-е издание вышло в 2016 году[14]), в котором, по заявлению автора, в отличие от предыдущих работ, использованы личные хартии Уильяма[6].
- Исследование Томаса Эсбриджа[англ.] «The Greatest Knight: The Remarkable Life of William Marshal, the Power Behind Five English Thrones» (2014 год)[15], существует перевод на русский язык, изданный в 2016 году. Автор указывает, что он использовал работы Поля Мейера, Сидни Пейнтера и Дэвида Крауча, но «жизнь Уильяма Маршала» впервые помещена в более широкий исторический контекст[16].

## Происхождение
Уильям Маршал происходил из англо-нормандского рода Маршалов. Первым достоверно известным его представителем является Гилберт (ум. до 1130), который, согласно «Истории Уильяма Маршала», был сыном или зятем Гилберта Жиффара, переселившегося из Нормандии в Англию или во время Нормандского завоевания, или вскоре после него, и, согласно Книге Страшного суда (1086 год), имел владения в будущем графстве Уилтшир на западе Англии. «Constitutio Domus Regis» называет Гилберта главным маршалом королевского двора Генриха I. Имя его жены неизвестно, возможно, она была наследницей Уильяма Фиц-Ожера. У Гилберта известно двое сыновей: младший, Уильям Жиффар (ум. после 1166), который в 1141—1142 годах был канцлером королевы Матильды. Старший же, Джон Фиц-Гилберт (ум. 1165), унаследовал от отца должность маршала. Он принимал участие в гражданской войне в Англии (сначала на стороне Стефана Блуасского, затем на стороне императрицы Матильды), благодаря чему получил ряд владений. Во время правления Генриха II Джон сохранил большую часть своих приобретений, а должность главного маршала стала наследственной в его семье, именно от неё возникло родовое прозвание — Маршал. Позже Джон попал в опалу, и не играл серьёзной роли в английской политике, однако в 1164 году он начал тяжбу против архиепископа Кентерберийского Томаса Беккета, которой воспользовался король, чтобы изгнать архиепископа из Англии.
Мать Уильяма, Сибила, происходила из англо-нормандского рода, имевшего богатые владения в Уилтшире. Её брат, Патрик из Солсбери, в 1140-е годы был кастеляном Олд-Сарума — одного из самых укреплённых замков в регионе, а также получил от императрицы Матильды титул графа Уилтшира или, как стал вскоре звучать этот титул, графа Солсбери. В это же время у него возник конфликт с соседом, Джоном Фиц-Гилбертом Маршалом, который был кастеляном замка Мальборо. Вероятно, вражда была вызвана стремлением Джона распространить своё влияние на восток. Он попытался построить небольшую крепость Лагершолл, что вызвало неудовольствие Патрика, усмотревшим ущемление своих интересов. Конфликт сопровождался набегами и кровопролитными стычками. Подробности междоусобицы неизвестны, однако Джон был вынужден предложить мир, в результате которого Джон развёлся со своей первой женой и женился на Сибилле, сестре Патрика Солсбери. Союз с семьёй Патрика не только положил конец вражде, но и послужил укреплению социального статуса Джона Маршала. Всего от этого брака родилось 4 сына и 3 дочери. Одним из этих сыновей был Уильям Маршал.

## Юношеские годы

### Детство
Уильям родился в конце 1146 или начале 1147 года. Точное место рождения неизвестно, скорее всего оно располагалось в Уилтшире или, возможно, Беркшире. Он был вторым сыном от второго брака. У него было 3 старших брата — двое от первого брака отца (Гилберт и Уолтер) и один от второго (Джон II).
О раннем детстве Уильяма известно мало. Вероятнее всего, он жил в родовом поместье Хамстед-Маршал, в состав которого входил как минимум замок типа «мотт и бейли». Скорее всего он не очень часто видел отца, но он был очень привязан к матери. Но уже в 1152 году, когда ему было около 5 лет, Уильям оказался втянут в один из конфликтов гражданской войны. Его отец, который уже давно был противником Стефана Блуасского, построил новый укреплённый форпост на пересечении дороги из Лондона с путём из Оксфорда в Уинчестер. Точное её местоположение неизвестно: «История Уильяма Маршала» указывает на то, что она находилась в Ньюбери, однако там отсутствуют какие-то археологические остатки крепости. Возможно, что она располагалась на холме в миле к востоку от Хамстед-Маршала. Королю Стефану не понравилась такая самодеятельность, поэтому он осадил замок. Не имея возможности снять осаду, Джон попросил короля о перемирии, в качестве заложника он предложил Уильяма. Стефан, получив заложника, отвёл войска, однако Джон его обманул: он стал укреплять замок и привёл туда подкрепления. Узнав об этом, советники короля порекомендовали повесить заложника. Стефан отправил Джону сообщение о том, что грозит его сыну, но тот ответил, что «у него есть ещё молот и наковальня, чтобы выковать других детей, ещё лучших».
Оскорблённый король велел схватить заложника и отправить его на виселицу, потом хотели поместить в катапульту и отправить его в замок в качестве «послания» защитникам, затем хотели использовать в качестве живого щита во время штурма замка. Но в итоге Стефан так и не решился убить Уильяма. «История Уильяма Маршала» сообщает, что руку короля останавливала безыскусная невинность ребёнка: когда его вели вешать, он попросил разрешить ему поиграть с копьём стражника; когда его решили поместить в катапульту, он решил, что это такая игра, и сам залез в нее. Мальчик остался жив, но провёл в плену, вероятно, больше года. При этом он находился скорее в положении воспитанника короля, а не пленника. Так «История» сообщает, что Уильям играл с королём в «рыцарей» в его палатке, используя стебли цветков, как мечи. Мятежный замок в итоге сдался, хотя Джон Маршал смог избежать плена.
В конце 1153 года был заключён Уоллингфордский договор, ознаменовавший окончание гражданской войны. По его условиям Стефан сохранял корону до конца жизни, а его наследником становился сын Матильды, Генрих Плантагенет. После этого Уильям был отпущен домой. «История Уильяма Маршала» сообщает, что «Уильям вернулся к отцу, и его мать была счастлива вновь увидеть сына».
Больше о детстве Уильяма ничего не известно, но вероятно, что он жил со своей семьёй.

### Воспитание рыцаря
В 1154 году умер Стефан. Согласно договору новым королём под именем Генриха II стал сын Матильды, основав новую династию — Плантагенетов. В его руках к тому моменту уже находилась Нормандия, Анжу, Мэн, Турень, а также Аквитания — приданое его жены, Алиеноры Аквитанской. Присоединив к ним ещё и Англию, Генрих стал правителем огромного государства, нередко называемого Анжуйской империей, территория которой раскинулась от Пиренеев до Шотландии. В будущем король сыграет важную роль в судьбе Уильяма Маршала.
Отец Уильяма не обладал большим богатством. Кроме того, к 1158 году положение его отца пошатнулось: после окончания гражданской войны, которую он использовал для возвышения, он не смог добиться постоянной благосклонности нового короля; хотя он и сохранял должность маршала (которая стала наследственной в роду), но его кастелянство в Мальборо, на котором была основана его власть в Западной Англии, было разделено. У Уильяма было 3 старших брата; о его положении в семье свидетельствует хартия о продаже земли Маршалов в Сомерсете, в которой перечисляются мать и его старшие братья, каждый из которых получил от сделки что-то. Уильям там указан последним, и он не получил ничего. Наследниками отцовских владений и должности главного маршала короля были его старшие братья, сам же он получил только родовое прозвание — Маршал, перспективы на родине у Уильяма были достаточно туманными.
Уильям мог избрать духовную карьеру, однако избрал другой путь. Отец около 1160 года договорился об отправке юноши, которому в тот момент исполнилось 12 или 13 лет, в Нормандию на обучение к дальнему родственнику матери — Гильому де Танкарвилю, взять с собой ему позволили только одного слугу. Родным языком Уильяма, вероятно, был нормандский диалект старофранцузского языка, хотя, скорее всего, он говорил с акцентом. В Нормандии он провёл большую часть жизни, привязавшись к ней, особенно к Верхней Нормандии, пейзажи которой походили на его родной Уилтшир.
Гильом де Танкарвиль, оруженосцем которого стал Уильям, был сеньором замком Танкарвиль, который в то время представлял собой достаточно современную и прочную цитадель. Его владелец занимал достаточно высокое положение и обладал достаточно хорошей репутацией. Его описывали как «человека благородных манер, искусного в военном деле и необычайно сильным — всем на зависть».
Современники называли Гильома де Танкарвиля «отцом рыцарей», поскольку он был известен размером и качеством своей военной силы. Уильям смог получить у него хорошую рыцарскую подготовку; кроме того, Танкарвиль был для него хорошим покровителем.
Уильям провёл в замке 6 или 7 лет, однако «История» не приводит особых подробностей его жизни в этот период. Там сообщается, что больше всего он любил есть и спать, получив прозвище «Обжора» (англо-норм. Gaste-viande). Он усвоил этикет, получил умение вращаться в аристократическом обществе и уроки средневековой моды. Помимо обучения манерам и умению одеваться, Уильям усвоил и ряд других навыков. Хотя он так и не освоил латынь, но, вероятно, был грамотным. Он умел плавать, танцевать и петь, кроме того, умел охотиться, для чего нужно было искусно ездить верхом и уметь стрелять из лука, хотя и проявил к ним ограниченный интерес. Основной его страстью стало военное искусство. Он упорно тренировался, развивал физическую силу и выносливость, учился обращаться с мечом. «История» сообщает, что главным достоинством Уильяма была не виртуозная техника, а силовая манера, которая позволяла ему наносить по противнику удары мечом «как кузнецу по железу». Вероятно он научился владеть и другими видами оружия, принятыми в это время — топором, булавой, боевым молотом и копьём. Кроме того, его научили хорошо ездить верхом, а также сражаться в защитных доспехах того времени, которые делали рыцарей этого времени практически неуязвимыми.

### Первый бой
В 1166 году Уильям, которому в этот момент было около 19—20 лет, был посвящён Гильомом де Танкарвилем в рыцари. Произошло это в замке на северо-востоке Нормандии. В том же году вспыхнул конфликт между Нормандией и графствами Фландрия, Понтье (графство) и Булонь. Причины его неизвестны, но в Нормандии начали готовиться к войне. Гильом де Танкарвиль со своими рыцарями, в числе которых был и Уильям, отправился на восток герцогства в район Нёшатель-ан-Бре, где присоединился к другой нормандской знати, возглавляемой коннетаблем Нормандии. Эта крепость служила местом сбора, откуда нормандцы намеревались отправиться к границе, однако противники их опередили и напали сами. Чтобы отразить атаку, Танкарвиль собрал 28 рыцарей, в том числе и Уильяма, и выступил на перехват у поста на окраине города. «История» достаточно подробно описывает первую в своей жизни схватку Уильяма, который хорошо себя показал. Хотя его копьё сломалось, он прорубил себе дорогу через толпу. В какой-то момент он оказался отрезан от своих, заехав за ограду примыкающего к дороге дома, в то время как его отряд отступил. Но Уильям не растерялся: подхватив выпавшее копьё, он выехал на улицу и с кличем «Танкарвиль», выбив из седла одного из противников. Услышав его, нормандцы снова устремились в атаку. Позже он попытался повторить этот трюк, но вернувшись за тот же забор, обнаружил там отряд фламандцев. Один из них длинным шестом с крюком попытался стащить молодого рыцаря с седла, зацепив крюк за звено кольчуги. Пытаясь удержаться в седле, Уильям пришпорил коня; при этом крюк вырвал кусок кольчуги, оставив у коня глубокую рану, но ему удалось остановиться. Только спустя какое-то время Уильям понял, что конь ранен; он потерял много крови и не выжил. Вскоре противник отступил, победа осталась за нормандцами. Уильям остался жив, но лишился своего боевого коня.
Вечером Танкарвиль в честь победы устроил пир, на который были приглашены и рыцари из других отрядов. Уильям горевал из-за потери коня, но получил тогда ещё один урок: один из рыцарей пошутил, сказав, что раз Уильям одолел многих рыцарей, то у него должна быть богатая добыча. После чего ему стало ясно, что кроме доблести рыцарь должен проявлять и практичность, захватывая противников в плен, после чего можно потребовать выкуп.
Достаточно быстро конфликт утих, после чего рыцари возвратились в Танкарвиль. Вскоре хозяин замка решил уменьшить количество рыцарей в своём хозяйстве, поскольку в ближайшем будущем военных действий не ожидалось. И в числе отставленных воинов оказался и Уильям. «История» не сообщает причины подобного, вероятнее всего Танкарвиль посчитал, что ему в настоящее время не нужен рыцарь без опыта. Хотя Уильяма и не выгнали из замка, но он лишился покровителя. Кроме того, он остался без боевого коня — главного инструмента своей профессии, а перспективы получить нового были весьма туманными.

## Безземельный рыцарь на пути к славе

### Странствующий рыцарь
Ещё в 1165 году умер отец Уильяма, вскоре умерли и двое его единокровных братьев. Отцовские владения и должность маршала перешли к родному брату, Джону II. Уильяму никакого наследства не досталось, у него был только иноходец для верховой езды и слуга. Возвращаться домой и зависеть от милости брата Уильям не желал. Поэтому он продал плащ, который получил во время посвящения в рыцари, купил вьючную лошадь, после чего отправился на поиски судьбы.
В это время достигли пика своей популярности рыцарские турниры. Вскоре после окончания Нёшательской кампании появилось известие о том, что в Сен-Жаме к северу от Ле-Мана пройдёт турнир. «История» упоминает о том, что для любого желающего получить популярность необходимо участвовать в таких мероприятиях. Поэтому Уильям решил попробовать свои силы. На турнир отправился Гильом де Танкарвиль с отрядом из 40 рыцарей, и он позволил Уильяму присоединиться к нему. И он внезапно решил сменить гнев на милость, дав своему бывшему подопечному боевого коня. При этом хотя животное было хорошо сложено, но его считали непригодным для езды, ибо он был «таким диким, что его невозможно было объездить». Но Уильям решил рискнуть.
Уильям носил такие же цвета, как и другие рыцари из отряда Танкарвиля — белый с красным обрамлением. Учтя полученный в первом бою опыт, он на этот раз пытался захватить пленников. С этой задачей он справился хорошо, захватив двух ценных рыцарей: одного он выбил из седла, а у другого, Филиппа де Валоня, он в самом начале сражения выхватил уздечку коня, вытащив его за пределы сражения. Валонь ничего не мог сделать и признал своё поражение, пообещав заплатить выкуп. Этот турнир значительно поправил финансовое положение Уильяма, который по его итогам получил четырёх боевых коней. Также изменилось к нему и отношение рыцарей Танкарвиля, которые были впечатлены полученной им богатой добычей.
После успеха весь следующий год Уильям участвовал в различных турнирах, хотя далеко не всегда ему сопутствовал успех. Один раз он попал в засаду и с трудом освободился, в другой он попал в плен к фламандскому рыцарю Матье де Валинкуру, в качестве выкупа ему пришлось отдать одного из боевых коней. Хотя Уильям и просил проявить к себе снисхождение как к молодому и неопытному рыцарю, но Валинкур был непреклонен. Обиду на него Уильям затаил до конца жизни. Хотя он и продолжал носить цвета Танкарвиля, но от него он не зависел никак. В целом у него дела шли достаточно хорошо, а слава о нём стала распространяться по всей Франции.
К 1170 году по мнению современных историков Уильям Маршал был «одним из самых искусных и усердных чемпионов турниров своего времени».

### Военная кампания в Аквитании
В 1167 или 1168 году Уильям решил вернуться в Англию. К этому моменту у него уже была определённая репутация и деньги. При этом он не планировал участвовать в турнирах на родине, поскольку они там были запрещены Генрихом II, который считал их «разрушительными для мира в королевстве». Одной из задач, которую себе поставил Уильям — получить опыт участия в войне. Кроме того, он желал найти нового покровителя. Им стал Патрик, граф Солсбери, брат его матери, который принял юношу к себе на службу.
В начале 1168 года до короля Генриха II дошли слухи о беспорядках в Аквитании. Желая привести к покорности имевший важное значение регион, он начал военную кампанию. К нему присоединилась и королева, Алиенора, герцогиня Аквитанская. В качестве основного полководца король вызвал Патрика Солсбери, который взял с собой своего племянника.
В первую очередь Генрих II обрушился на Лузиньянов: двое из представителей этого рода, Жоффруа и его брат Ги (будущий король Иерусалима), совершали грабительские набеги около Пуатье, столицы герцогства. «Уничтожая города и деревни Лузиньянов», рыцари Генриха, в числе которых был и Уильям, подавили восстание менее чем за месяц, а Лузиньяны подчинились королю, после чего в Пуату установилось «подобие порядка». После этого Генрих II отправился на север для встречи с королём Франции Людовиком VII, оставив королеву Алиенору в Пуатье, вместе с ней остался и Патрик Солсбери.
Вскоре после этого Алиенора в сопровождении Патрика и его отряда, включая Уильяма, путешествовала по холмам Пуату. Точная цель поездки неизвестна, но возможно, что она осматривала владения Лузиньянов, а потом возвращалась в Пуатье. Неожиданно кортеж был атакован отрядом, который возглавляли Жоффруа и Ги де Лузиньяны. «История» указывает, что это было хорошо подготовленной засадой, хотя ряд аспектов данного рассказа не подтверждаются другими источниками. Причины нападения неясны, возможно, что Лузиньяны хотели захватить королеву, чтобы иметь дополнительный козырь в переговорах с королём. Поскольку силы были не равны, Патрик «отправил королеву в замок», сам же со своими рыцарями попытались задержать нападавших, чтобы дать возможность Алиеноре добраться до безопасного места. В завязавшейся битве граф Солсбери, который был без доспехов, был убит — когда он пытался залезть на коня, ему в спину ударил копьём один из рыцарей Лузиньянов. Позже братья Лузиньяны утверждали, что это не было спланированным убийством, а несчастным случаем.
Уильям, который, согласно «Истории», «обезумел от горя, ругая себя за то, что не успел остановить руку убийства», ринулся в бой, хотя на нём из доспехов был только хауберг. Однако силы были неравными, постепенно все рыцари Солсбери были вынуждены сдаться. Единственным, кто продолжал оказывать сопротивление, был Уильям; он прижался спиной к ограде и отбивался, храбро как лев, однако один из рыцарей Лузиньянов зашёл за ограду и со спины ранил в бедро копьём, после чего и Уильям не смог продолжать сражаться и попал в плен.
В качестве пленника, Уильям не представлял для Лузиньянов особой ценности: добивать его не стали, но и заботиться о его лечении тоже никто не стремился, поэтому ему самому пришлось перевязывать раны и менять повязки. Он выжил; перспективы получить свободу для него были туманными, но неожиданно его выкупила королева Алиенора, которая, вероятно, узнала о проявленной им в схватке доблести. Более того, она предложила Уильяму место в своей военной свите.

### Служба у Молодого короля
О следующих двух годах жизни Уильяма известно мало. Его биограф высказывает предположение, что он «объездил много земель в поисках славы и денег», хотя и продолжал оставаться в свите королевы. Хотя и не исключено, что Уильям в это время принимал участие в турнирах, но скорее он оставался в Аквитании, в которой продолжались боевые действия. Придворный Генриха II Вальтер Мап сообщает, что «Уильям из Танкарвиля» был назначен Алиенорой военачальником вместо погибшего Патрика, но «История» об этом не упоминает.
К 1169 году Уильям обладал очень хорошей репутацией. Королева считала его храбрым и опытным воином, который пользовался её безоговорочным доверием. Летом 1170 года он сопровождал Алиенору в Англию, где 14 июня в Вестминстерском аббатстве был коронован её сын, Генрих, которого называли «Молодой король», чтобы отличать от отца. На коронации присутствовал и Уильям.
Желая использовать сына, которому в это время было 15 лет, в качестве помощника, Генрих II окружил его советниками, одним из которых стал Уильям Маршал, который стал наставником Молодого короля в военном искусстве и главой его свиты. Это открывало для Уильяма, которому в это время было около 23 лет, широкие перспективы, ибо фактически он был правой рукой будущего правителя Англии. Решение о назначении Уильяма принял Генрих II. «История» указывает, что «король поместил Уильяма в кампанию своего сына», при этом он «обещал сделать Маршалу много добра в обмен на его заботу и науку для юного короля». Вероятно, что назначению Уильяма способствовала и королева.
Оставив сына в Англии, Генрих II отправился в Нормандию, где серьёзно заболел. А в сентябре до Англии дошёл слух, что старый король умер, но они не подтвердились. Генрих II выжил и выздоровел.
В Нормандии Генрих II оставался до лета 1172 года, всё это время Англия оставалась под управлением его сына. В конце 1171 года он со своим двором ездил в Нормандию, чтобы отпраздновать Рождество с отцом, вероятно, что его сопровождал и Уильям. В августе 1172 года по настоянию Людовика VII Молодой король был коронован вторично — на этот раз вместе с женой, Маргаритой, дочерью короля Франции, который был очень недоволен тем, что в первой коронации его дочь участия не принимала. Однако постепенно у сына Генриха II росло недовольство, поскольку отец не выделил ему никаких владений.
В свиту Генриха входила группа рыцарей, среди которых выделялось 3 нормандца, Адам Икебеф, Жерар Тальбот и Гуго Трегоэ, и 2 англичанина — Уильям Маршал и Симон Марш. Но он не мог выделить своим приближённым какие-то блага — земли или руку богатой наследницы. Вероятно именно недовольные рыцари Генриха стали к концу 1172 года подталкивать к тому, чтобы он должен править страной вместе с отцом или даже самостоятельно. Как сообщает хронист Вильгельм Ньюбургский, Генриху Младшему некоторые люди нашёптывали, что он имеет право не просто быть соправителем, но и на единовластное правление, поскольку коронация должна была положить конец правлению его отца. Хотя неизвестно, был ли Уильям среди тех, кто настраивал Молодого короля против отца.
Когда до Генриха дошли слухи, он убрал из числа «советников и домочадцев своего сына» нескольких рыцарей. Он не желал делить власть с сыном, держа его в качестве номинальной фигуры, выплачивая содержание. В итоге это привело к мятежу.

### Мятеж сыновей Генриха II
Одним из формальных поводов к мятежу был проект брака Джона, младшего из сыновей Генриха II, с Алисой Савойской, дочерью и вероятной наследницей Гумберта III Савойского, который возник в начале 1173 года. Согласно брачному договору английский король обещал передать Джону завоёванные в Ирландии владения, а также 3 важных замка в Анжу, которые изымались из владений, обещанных ранее Генриху Молодому. Условия соглашения были объявлены на собрании королевского двора в Лиможе 25 февраля. Генрих Младший, которому к тому моменту исполнилось 18 лет, наотрез отказался уступать брату часть своего наследства, усмотрев на этом посягательство на его статус графа Анжу, потребовав от отца передать ему в полное владение Англию, Анжу или Нормандию.
Душой заговора, возникшего против Генриха II, была его жена, Алиенора Аквитанская. Между супругами уже давно разладились отношения, и с годами разрыв углублялся. Хотя граф Раймунд V Тулузский, который только что принёс вассальную присягу Генриху II, предупредил своего сюзерена о том, что его жена и сыновья «замышляют против него», английский король явно недооценил недовольство им своей родни. Он решил сосредоточиться на старшем сыне.
Генрих II забрал Молодого короля и его жену и отправился на север. Когда они остановились в Шиноне, ночью Молодой король в сопровождении своих самых верных приближённых, включая Уильяма Маршала, бежали. Когда сопровождающие поняли, что сын решил выступить против отца, некоторые представители свиты покинули его, остальные же, включая Маршала, принесли ему клятву верности, после чего все отправились ко двору французского короля Людовика VII.
Ко двору французского короля по совету матери прибыли и двое других сыновей Генриха II, Ричард и Джеффри. Людовик VII принял сторону принцев, польстившись на предложенное богатое вознаграждение. К Молодому королю примкнул ряд могущественных вассалов французского короля. В их числе были граф Фландрии Филипп Эльзасский, граф Булони Матье Эльзасский, граф Блуа Тибо V. Также к мятежу присоединился ряд вассалов самого Генриха II. Позже восстанием решил воспользоваться король Шотландии Вильгельм I Лев, чтобы вторгнуться в Англию и попытаться захватить Нортумберленд. Мятеж разрастался, однако сам Молодой король, судя по всему, оставался простой марионеткой.
Об участии в мятеже Уильяма Маршала известно не очень много. По приказу Генриха II был составлен официальный список предателей (названных «врагами государства»), бежавших с его наследником к Людовику VII. Он приводится в хронике «Деяния Генриха II и деяния короля Ричарда» Роджера Ховеденского (XII век). В числе имён пятерых приближённых Молодого короля упоминается и имя Уильяма, это первое упоминание его имени в исторических хрониках. Уильям сохранял верность Генриху Молодому, однако рассказ о мятеже, приводимый в «Истории», достаточно осторожный и туманный. Там высказывается сожаление о том, что «многие знатные люди погибли в конфликте», описывается, что многие города и замки были разрушены, а земля разорена. В «Истории» указывается, что именно Уильям Маршал в 1173 посвятил Молодого короля в рыцари, однако есть сообщение другого источника, по которому того посвятил в рыцари отец в июне 1170 года, поэтому сообщение «Истории», скорее всего, вымысел, нацеленный на повышение репутации Маршала.
Мятеж продолжался до 1174 года. Вторжение в Нормандию провалилось, как и вторжение в Англию. В итоге всё закончилось победой Генриха II, причём король Шотландии попал к нему в плен, как и ряд представителей англо-нормандской знати. Сыновья короля были вынуждены примириться с отцом, а Вильгельм I Лев, по итогам Фалезского договора, признал себя вассалом английского короля и лишился ряда крепостей.

### Турнирный боец
После прекращения мятежа Молодой король сохранил свободу, получил права на 2 нормандских замка и годовое содержание в 15 тысяч анжуйских фунтов, однако находился под постоянным присмотром отца. В мае 1175 года он вместе с отцом вернулся в Англию. «История» сообщает, что Молодой король и его рыцари в Англии предавались развлечениям, в основном охоте, однако есть свидетельства о том, что на самом деле тот сопровождал короля, объезжавшего страну.
В начале 1176 года Молодой король, которому, очевидно, надоел постоянный надзор над ним со стороны отца, попросил разрешения отправиться с женой в паломничество в Сантьяго-де-Компостеллу, однако ему это было запрещено. Но после Пасхи Генрих II всё же разрешил сыну отправиться в Пуату, чтобы тот помог своему брату Ричарду. Уильям сопровождал Молодого короля в этом путешествии, где увеличил свою свиту. Он полагал, что избавился от надзора отца, однако в Пуатье обнаружил, что один из его людей, Адам, пересылает Генриху II информацию о нём. Молодой король устроил суд, на котором присутствовал и Уильям, в результате которого Адаму вынесли смертный приговор, от исполнения которого его спасло только вмешательство епископа Пуатье. Однако Адама раздели и прогнали плетями по улицам города, после чего тот был выслан в Нормандию.
Постепенно Молодой король стал отходить от династической борьбы. «История» сообщает, что ещё находясь в Англии наследник попросил у Генриха II разрешения отправиться во Францию, чтобы поучаствовать в турнирах, однако вероятно, что увлечение турнирами началось только в конце 1176 года. В течение трёх лет Генрих и Уильям постоянно участвовали в турнирах, что давало им возможность завоевать славу и забыть о поражениях. Этому периоду жизни посвящена основная часть «Истории» (около 2300 строк). Именно тогда успехи на турнирах принесли Уильяму славу и богатство, а также укрепили его связь с Молодым королём.
В «Истории» Уильям описан как непобедимый турнирный боец, однако к этому нужно относиться осторожно. Он предстаёт как рыцарь, который великолепно как обращается с оружием, так и ездит верхом. Кроме того, он проявляет жадность, хитрость, гордость и самодовольство.
Первое появление Молодого короля и его рыцарей на турнирах историками чаще всего датируется серединой 1170-х годов. В числе участников этих турниров был и Уильям, который хотя и имел опыт участия в них в 1167 году и обладал достаточно солидным послужным списком, однако он в это время не был лучшим рыцарем. Однако из рыцарей Молодого короля он, вероятно, лучше других понимал правила турниров. Сначала их карьеру нельзя назвать достаточно успешной. «История» сообщает о том, что в течение 18 месяцев их «только обижали и унижали, брали в плен и плохо обращались». Поскольку Генрих был богат, его команда имела хороших коней и снаряжение, поэтому они были желанной добычей, их противники настолько привыкли разбивать рыцарей Генриха, что накануне боя даже договаривались о разделе добычи. Первоначально главной проблемой была дисциплина. «История» сообщает, что в первое время Уильям покидал команду и устремлялся к противникам, побеждая многих врагов, бросая остальных на произвол судьбы, за что его по возвращении Молодой король ругал. Но постепенно команда набирала опыт, а Уильям научил себя держаться рядом с Генрихом, остальные рыцари также привыкли к командной тактике.
Их наставником стал граф Филипп Фландрский, который считался признанным победителем турниров и который присоединился к отряду Генриха, предвкушая выгоду для себя, хотя союзником он был не самым надёжным. Он использовал турнирную тактику, основанную на хитрости, нарушая правила. Прибывая на турнир со свитой, он заявлял, что участвовать не собирается, а желает только понаблюдать. Когда же участники были измотанными, он вступал в бой и достаточно легко побеждал. Эту тактику решил использовать и Уильям Маршал. Прибыв на турнир, они никак не показали, что собираются биться, неожиданно вступив в бой, когда противники уже достаточно долго бились. И эта тактика принесла им успех: они вышли победителями, в результате чего все рыцари Генриха внезапно разбогатели. После этого, по уверению «Истории», эта тактика стала использоваться постоянно. К концу 1177 года Генрих и его рыцари стали одной из самых уважаемых и грозных турнирных команд в Северной Франции, завоевав немало богатств и репутацию самых квалифицированных и искусных бойцов.
Согласно «Истории», Уильям занимал первое место среди рыцарей Генриха, это утверждение подтверждается и в других источниках. Так акты Генриха указывают Уильяма на первом месте среди его домашних рыцарей. Кроме того, Уильям и Генрих, вероятно, были друзьями, несмотря на разное социальное положение.
Конечно в турнирах многое зависело от мастерства окружающих его рыцарей, но личные умения Уильяма выделяли его среди всех. Он обладал высокой выносливостью, которая позволяла ему выдерживать удары противников; он владел сильным ударом копьём и мечом; также он очень хорошо ездил верхом и обладал острым умом. При этом он строго придерживался рыцарского кодекса чести.
Согласно «Истории», на турнирах Уильям совершил немало индивидуальных подвигов. Постепенно его мастерство увеличивалось. Чтобы увеличить свой опыт и репутацию, в конце 1170-х годов он стал участвовать в турнирах в одиночку. Первым из них стал турнир в Плёре (Шампань), где участвовало немало именитых рыцарей, включая графов Филиппа Фландрского и Тибо V Блуасского, герцога Гуго III Бургундского. В числе участников были и 2 лучших европейских рыцаря — Жак д’Авен и Гильом де Бар, славившиеся виртуозным владением оружием. «История» сообщает, что Уильям «сражался как лев», проложив себе дорогу сквозь противников, «нанося удары, словно дровосек, который рубит дубы». Однако у него не было команды, что оставляло его без защиты, поэтому успехи его в этот день, вероятно, были достаточно скромными. Его шлем треснул от многочисленных стычек, при этом он произвёл на противников впечатление. Именно тогда, согласно «Истории», начался рост его рыцарской репутации. После окончания турнира было длительное обсуждение, кого признать лучшим рыцарем. Некоторые, включая Филиппа Фландрского, от этой чести отказались. В конце концов победителем признали Уильяма, только его нигде не было видно. Обнаружился он в местной кузнице: «Уильям стоял на коленях, его голова лежала на наковальне, а кузнец пытался снять с него разбитый шлем, используя молотки, кусачки и клещи». Ему было вручено призовое копьё. Хотя он и заявил, что недостоин награды, но всё же принял её.
В следующие месяцы он часто участвовал в различных турнирах, росла и его слава и богатство. Так на турнире в нормандском городе Э он захватил 10 рыцарей. «История» пишет, что слава и репутация Уильяма сделали его широко известным. После громких побед он стал чемпионом, после чего его не только стали почитать другие рыцари, но и стали замечать представители высшей знати. Так перед турниром в Эперноне во владениях графа Блуа сам граф Тибо V пригласил Уильяма к себе в гости. «История» сообщает, что во время этого визита у Маршала попытались украсть очень ценного жеребца, пока он был у графа. Но Уильям бросился в погоню за вором и смог его догнать, ориентируясь на звук копыт. Когда же вор попытался спрятаться, Маршал смог его найти по сопению коня; приблизившись, он с помощью тяжёлой палки так ударил конокрада, что у того вытек один глаз. Хотя граф и настаивал на повешении попавшегося вора, но Уильям призвал проявить милосердия, посчитав, что тот и так достаточно наказан.
Участие в турнирах приносило Маршалу не только славу, но и серьёзную материальную выгоду. Хотя «История» и сообщает, что Уильям преследовал цель свершать только благородные деяния, но сообщает также и о сказочном богатстве, которое у него появилось вследствие побед. Большой добыче способствовало и то, что Уильям в конце 1170-х годов стал относиться к турнирам как к деловому предприятию. Он договорился с фламандским рыцарем Роже де Жуи, состоявшем в свите Молодого короля, о совместном участии в турнирах. По словам биографа Уильяма, который не особо симпатизировал Роже, тот был храбрым и бесстрашным рыцарем, который отлично владел оружием, был умным и предприимчивым, но жадным. Уильям и Роже заключили соглашение о том, что будут вместе сражаться на турнирах, после чего добыча будет делиться пополам. Для учёта добытого они использовали одного из слуг Генриха. Согласно его записям, которые видел биограф, за период около двух лет оба компаньона захватили в плен 103 рыцаря, что должно было принести им немалые доходы. При этом несмотря на богатство, Уильям был достаточно бережлив, иногда даже мелочен.
Богатство и слава позволили Уильяму стать баннеретом — он смог набрать свою свиту и получил право на собственное знамя. Его гербом стал красный лев, стоящий на задних лапах, на зелёно-золотом фоне, он сохранил его до конца жизни.
В конце 1170-х годов звездой рыцарских турниров стал и Молодой король, однако его успехи во многом определялись не собственными умениями, а искусством его рыцарей, которые защищали его в схватках. При этом его восхваляли за покровительство и щедрость, что позволяло ему набирать лучших рыцарей Анжуйской империи. «История» указывает на то, что Генрих желал иметь у себя на службе только достойных людей. Современники давали ему эпитет «отец рыцарства», сравнивая с Александром Македонским и королём Артуром. Глядя на него, многие другие представители знати вроде Филиппа Фландрского, принимавшие участие в турнирах, стали набирать себе в команду сильных рыцарей, однако они не могли сравниться с щедростью Генриха. Однако со временем расточительство Молодого короля привело к тому, что у него кончились деньги, а его рыцари были должниками оружейников, кузнецов и хозяев постоялых дворов по всей Северной Франции.
Успехи сына заметил и его отец, который решил использовать известность сына в своих целях. Во время великого поста 1179 года Молодой король впервые вернулся в Англию, проведя Пасху с Генрихом II. В том же году король Франции Людовик VII решил короновать своего единственного сына, будущего короля Филиппа II Августа. Церемонию назначили на 1 ноября, на неё пригласили глав европейских династий и высшую знать. Ко всему прочему в честь неё был назначен рыцарский турнир. Английский король решил, что представлять его монархию на коронации будет его наследник. Кроме того, он выделил ему деньги для того, чтобы тот смог с блеском показать себя на турнире и произвести впечатление на будущего французского короля. Молодой король отправился во Францию с огромной роскошью, его сопровождала свита из 80 сильных рыцарей, из которых не менее 15, включая Уильяма Маршала, были баннеретами, которых сопровождали собственные рыцари. Каждому рыцарю Генрих выплачивал на содержание около 200 фунтов в день (что было соизмеримо с доходом от графства Вустер за год), причём выплаты велись в течение месяца. В итоге Молодой король выделялся пышностью среди всех гостей на коронации, привлекая всеобщее внимание.
Турнир после коронации в Ланьи был проведён с размахом и великолепием. В нём участвовало более 3 тысяч рыцарей из Франции, Англии, Фландрии, Нормандии и Анжу. В какой-то момент Генрих был окружён, но вмешался Уильям, выручив своего господина; хотя тот и потерял шлем, но иных последствий не было. Этот турнир стал апогеем турнирной карьеры Молодого короля и Уильяма Маршала.

### Опала
Осенью 1182 года до Молодого короля дошли слухи о том, что его жена, Маргарита Французская, изменяет ему с Уильямом Маршалом. Согласно «Истории», за обвинением стояла группа из пяти рыцарей Генриха (биограф Уильяма называет имена двоих из них — Адам Икебеф и Томас Кулонс), которая завидовала успехам Уильяма. Точно не установлено, было ли обвинение истинным. Кроме того, Уильяма обвиняли в том, что его люди на турнирах имели свой клич «Бог за Маршала» (старофр. Dex aïe li Mareschal). Хотя адюльтер с замужними женщинами в это время не был редкостью, однако нет свидетельств того, что Уильям и Маргарита были хорошо знакомы. Ни один источник не сообщает о том, что у Уильяма в 1170—1180-е годы были любовницы или незаконнорождённые дети (например, в «Истории» ничего не сообщается о «послетурнирных развлечениях», которыми обычно заканчивались рыцарские турниры). Ни у него, ни у Маргариты Французской не было репутации распутников, у самой Маргариты от брака с Генрихом был только один ребёнок, умерший сразу после рождения. Поэтому, по мнению Томаса Эсбриджа, обвинения его в адюльтере с Маргаритой выглядит не очень правдоподобным, и он считает, что обвинения, вероятнее всего, были сфабрикованы. Сомневается в адюльтере и Дэвид Крауч: по его версии автор «Истории» мог выдумать это обвинение, чтобы отвлечь внимание от более серьёзного проступка Маршала.
Хотя у Генриха и возникли сомнения, но всё равно Уильям перестал быть его другом, по словам биографа, он «всем сердцем его ненавидел». Однако, хотя Маршал и отдалился от Молодого короля, но он не был изгнан или публично наказан. При этом Уильям продолжал дружить с другими рыцарями Генриха. Хотя Молодой король в феврале 1183 и отправил жену к её брату, но могло быть вызвано и другими причинами (например, желанием удалить её от опасностей войны).
В последний раз Генрих и Уильям вместе участвовали в турнире в конце осени 1182 года, и там всем стало очевиден разлад между ними. Филипп Фландрский посоветовал Молодому королю не отдаляться от Уильяма, но тот наотрез отказался делать шаги к сближению. После окончания турнира Маршал покинул состав свиты Генриха. Сохранились 2 хартии, данные Молодым королём в аббатстве Фонтевро вскоре после турнира, где перечислялись главные рыцари из свиты Генриха: имя Уильяма, который до этого всегда значился на первом месте, отсутствует, вместо него появилось имя Томаса де Кулонса, одного из опорочивших Маршала рыцарей; присутствует там имя и второго «заговорщика», Адама Икебёфа.
Во время Анжуйской ассамблеи, которую в декабре собрал Генрих II в Кане, Уильям сделал попытку очистить своё имя. Во время рождественского празднования он предстал перед Молодым королём и предложил пройти божий суд, предложив сразиться по очереди с тремя противниками, поклявшись, что добровольно отправится на виселицу, если хотя бы один его победит. Кроме того, он сказал, что готов отрезать себе палец на правой руке, но это не заставит его признать вину. Однако Генрих отказался проводить испытания. Маршал был официально удалён из свиты Молодого короля и ему запретили появляться при его дворе. Понимая, что теперь его жизнь в опасности, Уильям получил у Генриха II охранную грамоту и отправился в изгнание за пределы Анжуйской империи.
О биографии Уильяма в период изгнания известно не очень много. «История» указывает, что желающих нанять его себе на службу хватало, поскольку несмотря на скандал за ним оставалась слава турнирного чемпиона. Так графы Фландрии и герцог Бургундии предлагали ему 500 фунтов, а сеньор Бетюна — 1000 фунтов и руку своей дочери. Однако Маршал всем ответил отказом. Однако не исключено, что «История» просто пытается показать непоколебимую верность Уильяма Молодому королю. Скорее всего Маршал некоторое время служил Филиппу Фландрскому, поскольку существуют сведения о том, что он получил четверть дохода от города Сент-Омер (вероятно за присоединение к турнирной команде графа). В это время он жил во Франции и вёл достаточно комфортную жизнь, подружившись с другим турнирным чемпионом — Жаком д’Авеном. Во время Великого поста они совершили паломничество в Кёльн, где находилась рака с мощами трёх волхвов, приходивших к младенцу Иисусу. Вероятно в середине или конце апреля 1183 Уильям вернулся во Францию, где его нашёл Ральф Фицготфри, который передал ему послание от Молодого короля.

### Второе восстание и смерть Молодого короля
Несмотря на успехи, в том числе и военные, статус Молодого короля так и оставался прежним, во второй половине 1182 года терпение Генриха иссякло. Причины недовольства были те же, что и во время мятежа 1173—1174 годов: Молодой король желал получить владения, да и его рыцари, вероятно, требовали награду за верность. Генрих II пообещал сыну возобновить выплату в 100 анжуйских фунтов в день ему и 100 фунтов для королевы передать на службу ещё 100 рыцарей, но его наследника это не устраивало. Недовольству того способствовал и тот факт, что его братья, Ричард и Джеффри, процветали, особенно Ричард, получивший прозвище Львиное сердце, который добился успехов в Аквитании. Генрих считал, что как наследник отца он должен занимать более высокое положение, чем его братья, которые должны были ему принести оммаж за Аквитанию и Бретань.
Сначала Генрих осенью 1182 года объявил о желании совершить Крестовый поход. Возможно, что таким образом он давал отцу сигнал о том, что если тот не сдержит своё обещание, то он сможет найти для себя владения в Святой земле, что изменит баланс сил в сторону Капетингов. Однако вскоре Молодой король решил прибегнуть к другому средству, решив самостоятельно добиться власти. Аквитания постоянно восставала против Ричарда, считая его жестоким тираном. Весной и летом Ричард воевал в Ангулеме и Перигоре, на помощь ему двинулся Генрих II, призвав и наследника, который использовал эту кампанию для установления контактов с аквитанскими сеньорами. Осенью аквитанская знать обратилась к Молодому королю, прося защитить их от Ричарда.
1 января 1183 года Генрих II потребовал от Ричарда и Джеффри принести оммаж Молодому королю. Если Джеффри это сделал достаточно охотно, то Ричард был недоволен, но в итоге всё же согласился принести оммаж брату, но потребовал, чтобы тот гарантировал ему права на Аквитанию. Далее Генрих поклялся верности отцу, но сразу же объявил, что обещал поддержку аквитанской знати, которые согласны признать его своим правителем. Этим он фактически объявлял Ричарду войну. Английский король попытался заставить сыновей дождаться следующей ассамблеи. Хронист Ральф из Дисето сообщает, что Генрих II молчаливо одобрил старшего сына, после чего Ричард отказался вести какие-то переговоры, после чего король предрёк ему большие трудности и потребовал от другого сына, Джеффри, сохранять верность «своему брату и господину». Далее он объявил о созыве ассамблеи к северу от Пуатье, куда позвал аквитанскую знать, однако его сыновья туда не собирались. Джеффри отправился в Лимузен, где поддержал виконта Лиможа Адемара V. В феврале туда же отправился и Молодой король, туда начали стекаться аристократы и наёмники из Гаскони и Бретани.
Вскоре Лимож был осаждён армией Генриха II и Ричарда. В марте 1183 года один из обвинителей Маршала предал Молодого короля, переметнувшись к его отцу. После этого Генрих, вероятно, решил, что все обвинения против его старого друга были ложными, после чего отправил Ральфа Фицготфри с приказом разыскать Уильяма «со всей мыслимой поспешностью». Сам Молодой король смог ускользнуть из Лиможа и передвигался по Лимузену, пытаясь раздобыть припасы и деньги для наёмников; он не брезговал даже ограблением монастырей.
Уильям вернулся к Генриху, вероятно, в мае. Чтобы без препятствий добраться до него, он получил охранную грамоту у Филиппа II Августа, архиепископа Реймса и графа Блуа, да и Генрих II пропустил его к сыну, возможно, надеясь, что Маршал образумит принца. 26 мая Молодой король заболел, находясь в Юзерше недалеко от Лиможа. Вначале он мог держаться в седле, но в июне он слёг, находясь в Мартеле. У него была лихорадка и началась дизентерия. Поскольку он не мог больше воевать, он послал отцу предложение о примирении, однако Генрих II, опасаясь ловушки, сам не приехал, прислав вместо себя кольцо с предложением мира. Уильям Маршал и другие рыцари Генриха находились при нём. Состояние Молодого короля ухудшалось и стало очевидно, что он умирает. Он умер 11 июня. Перед смертью о попросил у всех прощения. «История» сообщает, что Уильяма Маршала он попросил отнести его плащ, в котором он принимал крест, в Иерусалим — к Гробу Господню. Это известие подтверждают хронисты Роджер Хоуден и Жоффруа из Вижуа, называющий Уильяма «самым близким и преданным другом молодого короля».

### Паломничество в Святую землю
В отличие от других рыцарей Молодого короля, которые стали искать новое место для службы, Уильям должен был выполнить последнюю волю Генриха, поскольку его преданность и религиозность не оставляли ему другого выхода. Поэтому он решил принять крест и отправиться в Святую землю. «История» указывает, что после похорон Генриха Уильям отправился к его отцу и попросил дозволения на паломничество, которое он получил. Кроме того, Генрих II, зная о последнем желании сына, пообещал Маршалу, что по возвращении тот будет принят в состав королевской свиты. Также он выдал на путешествие 100 фунтов, а в качестве залога забрал двух коней, стоимость которых превышала 200 фунтов.
Возможно, что несмотря на гарантии короля он размышлял о том, чтобы навсегда отправиться в Святую землю, где немало французских рыцарей сделало карьеру, а некоторые приобрели владения. В середине лета он съездил в Англию, где навестил родственников — сестру Матильду, которая была замужем за мелким английским землевладельцем Робертом де Понт Л’Аршем, и брата Джона, который хотя и сохранил наследственную должность маршала Англии, но не входил в близкое окружение короля. Также он попрощался с друзьями.
Уильям не стал брать с собой свиту, которая была им распущена ещё после опалы в декабре 1182 года. Отбыл он, вероятно, между сентябрём и ноябрём 1183 года. Неизвестно, как именно он добирался до Палестины, сопровождали его, вероятно, только один или двое слуг, а также оруженосец Евстафий Бетримон, который станет ему верно служить многие годы. Прибыв в Иерусалим, он исполнил волю покойного.
Подробности пребывания Уильяма в Святой земле практически неизвестны, хотя провёл он там 2 года. Там он подружился с рыцарями орденов тамплиеров и госпитальеров. «История» пишет, что представители этих орденов «горячо любили Маршала за его многие хорошие качества». При этом если у него и были планы остаться на Востоке, то он их поменял, поскольку уже тогда было очевидно, что Иерусалимское королевство обречено. Перед возвращением он приобрёл два отреза очень дорогой шёлковой ткани, чтобы их можно было использовать в качестве похоронного савана. Кроме того, он тайно пообещал, что перед смертью вступит в орден тамплиеров.

## Магнат королевства

### Возвышение
В Европу Уильям вернулся в конце 1185 — начале 1186 года и отправился в Нормандию к Генриху II, который сдержал своё обещание, приняв Маршала в свою свиту. Его обязанностями стала военная служба — участие в сражениях, военные советы, командование армией. При этом ему приходилось учиться искать союзников и избегать вражды с теми, кто мог навредить карьере.
Вскоре после приёма на службу Уильям получил от короля первое поместье, располагавшееся в Картмеле (Ланкашир), которое принесло ему 32 фунта годового дохода и стало фундаментом для дальнейшего роста благосостояния. Также Генрих II передал Уильяму опеку над двумя наследниками.
Одной из подопечной Маршала была Элвиза Ланкастерская, ставшей после смерти в 1184 году отца, Уильяма II Ланкастерского, наследницей феодальной баронии Кендал — одного из важнейших маноров в Северной Англии. Принадлежавшие баронам Кендала владения располагались по всему Уэстморленду, а также в Ланкашире и Йоркшире. Замок Кендал находился неподалёку от Картмела, что открывало для Уильяма серьёзные перспективы. Пока наследница была незамужней, Маршал мог использовать доходы от её владений по своему усмотрению. Он должен был выбрать для наследницы мужа, при этом мог или жениться сам, или выбрать кого-то исходя из своих интересов. Скорее всего король рассчитывал на то, что Уильям сам женится на наследнице Кендала, став, таким образом, феодальным бароном, но тот не особо с этим торопился, вероятно, ожидая более выгодной невесты. «История» сообщает, что со своей подопечной он вёл себя достаточно учтиво, и она оставалась его «дорогим другом».
Другим подопечным стал Джон д’Эрли, которому в это время было около 15 лет. Его умерший отец был мелким аристократом из Западной Англии. Основной задачей Уильяма стало обучить того военному делу, также Джон стал щитоносцем Маршала и одним из членов его свиты, позже они стали друзьями. После смерти Уильяма д’Эрли стал одним из главных источником информации для написания «Истории», поскольку начиная с 1186 года постоянно общался с Маршалом. Кроме него в это же время в состав свиты вошли ещё двое рыцарей из Уилтшира — Уильям Валеран и Джеффри Фицроберт, которые смогли благодаря этому сделать хорошую карьеру.
«История» пишет, что король начиная с 1186 год назначил Уильяма советником, будучи к нему благосклонен, однако, скорее всего, это преувеличение. Хоть Маршал и входил в состав королевской свиты, был хорошим командиром и хорошо разбирался в военной стратегии и планировании, однако по сохранившимся документам очевидно, что он занимал достаточно скромное положение при дворе и участие его в политике было минимальным. Ведущее положение в королевской свите занимали Ранульф де Гленвиль, юстициарий Англии, и Уильям де Мандевиль, 3-й граф Эссекс. Но Уильям, скорее всего, рассчитывал достичь такого же положения при короле, как и они. Сохранился фрагмент королевского письма, написанного в 1188 году. В это время возобновился конфликт между Генрихом II и французским королём, поэтому он начал готовить военную кампанию во Франции. Король отправил Маршалу послание, в котором требует от него как можно скорее прибыть «в сопровождении максимального количества рыцарей, которых ты можешь собрать, дабы поддержать меня в войне». Далее же он пишет: «Ты всегда жаловался, что я дал тебе только маленькое вознаграждение» и пообещал, что дарует ему «в порядке компенсации» замок Шатору в Берри. Томас Эсбридж считает данное письмо доказательством того, что Уильям требовал от короля награды за верную службу, возможно, в виде постоянного ворчания.

### Служба у Генриха II
Хотя Генрих II и постарел и уже проявлялись признаки болезни, которая в итоге приведёт его к смерти, но он продолжал держать все нити управления Анжуйской монархии. После смерти Молодого короля его наследником стал Ричард Львиное Сердце. Его жена, Алиенора Аквитанская, продолжала оставаться в заключении, хотя в середине 1180-х оно стало более комфортным. Ещё один сын, Джеффри, который продолжал оставаться соперником Ричарда, в августе 1186 года умер от последствий несчастного случая на рыцарском турнире. У него остался сын, Артур, родившийся уже после смерти отца. Единственным соперником Ричарда оставался его младший брат Джон. При этом положение Ричарда мало отличалось от того, которое было у его покойного брата Генриха, поэтому он стремился к подтверждению того, что именно он станет королём Англии после смерти отца; при этом он желал также сохранить за собой Аквитанию. Однако Генрих II продолжал вести себя с сыновьями таким же образом, как и раньше, манипулируя ими так, как считал нужным. На вопросы о престолонаследии он отвечал весьма уклончиво и удерживал всю власть в своих руках.
Однако обстановка в Европе изменилась, поскольку выросший Филипп II Август, король Франции, оказался опасным соперником, которого не устраивало текущее положение, при котором во Франции определяющую роль играл король Англии. Один из современников называл Филиппа «хитрым и коварным, как лиса». Он стремился восстановить мощь французских королей. Обладая даром к политическим манипуляциям, он не чурался нарушать обещания, предавать союзников и вести войны. И французский король решил сыграть на недовольстве Ричарда отцом.
В 1187 году армия Филиппа вторглась в Берри, правители которой были полунезависимы, и за влияние на которую спорили короли Англии и Франции, однако боевые действия закончились быстро, причём к подписанию 23 июня двухлетнего мирного договора приложил руку Ричард. Однако вскоре наследник Генриха перешёл на сторону Филиппа. Кроме того, в том же году был захвачен Иерусалим, после чего последовал призыв к новому крестовому походу. В числе тех, кто принял крест, был и Ричард. Однако планы Ричарда отправиться в Святую землю не устраивали ни Генриха, ни Филиппа. Сам же Ричард был обеспокоен тем, что его брат, Джон, не желал принять крест, опасаясь, что во время его отсутствия тот может захватить трон. В итоге короли Англии и Франции договорились об одновременном отъезде в крестовый поход. Из-за всех переговоров основные силы анжуйцев и Капетингов отправились в Левант только в 1190 году.
В июне 1188 года армия Филиппа нарушила перемирие и вновь вторглась в Берри, захватив Шатору, большая часть провинции оказалась под его контролем. Узнав об этом, Генрих II собрал армию, в которой были в том числе и тысячи валлийских наёмников. Именно тогда он призвал Уильяма, обещая отдать ему Шатору после того, как замок будет отвоёван. 11 июля Уильям вместе с королевской армией отправился в Нормандию. Поскольку Филипп отвёл свою армию в центр своего королевства, Генрих решил отправить к нему посольскую миссию, которую возглавил архиепископ Руана Готье Кутанский. В состав её вошёл и Уильям. Миссия закончилась безрезультатно, однако участие в ней Маршала, который являлся настоящим дипломатическим посланником, указывала на его возросший статус.
«История» сообщает, что Уильям принимал участие в разработке стратегии войны, отмечая, что именно он посоветовал королю использовать тактику конных набегов, внезапно вторгнувшись на территорию французов, поскольку таким образом можно нанести врагу больший ущерб. Король принял предложение, и 30 августа вторжение началось в районе Паси-сюр-Эр. Они добрались до Бреваля, сжигая и уничтожая всё, что возможно, захватив при этом большую добычу. Позже Маршал проделал подобное на восточной границе Турени около замка Монмирай, которому король приказал «уничтожить весь регион, ничего не щадя». Его люди «сжигали, грабили и разрушали всё на своём пути». Однако успеха Генрих так и не добился, осенью он отвёл армию в Ле-Ман. При этом здоровье его ухудшалось. Ричард и Филипп провели переговоры, французский король воспользовался этим, чтобы поддержать в английском принце недовольство отцом.
Окончательный разрыв между отцом и сыном произошёл 18 ноября 1188 года на ассамблее в Бонмулэне в Южной Нормандии, на которой присутствовал и Маршал. Ричард и Филипп приехали на неё вместе, что вызвало бурное недовольство Генриха, который убедился, что сын его предал и отказался подтвердить права Ричарда на английский трон. В тот же день Ричард принёс Филиппу оммаж за Нормандию, Аквитанию, Анжу, Мэн и Берри, желая объединиться с французским королём и захватить эти владения силой.
Попытавшись вернуть сына, Генрих отправил Маршала к Ричарду. Он встретился с ним в Амбуазе, однако обнаружил, что тот уже заготовил множество писем, которые рассылал своим сторонникам по всей Анжуйской империи к войне. Вернувшись к королю, Уильям рассказал ему то, что узнал.
Зимой Генрих был в Анжу, но болезнь его уже зашла далеко. Ряд его баронов, узнав о слабости короля, начали разбегаться. На празднование Рождества в Сомюре в декабре 1188 года потребовал от всех баронов королевства явиться к нему, но многие вызов проигнорировали. Верность сохранили только юстициарий Англии, который не рисковал покидать её, младший сын Джон и его свита, в том числе и Уильям. С остатками своего двора больной король перебрался в Ле-Ман. Оттуда он послал Маршала в Париж с целью попытаться рассорить Ричарда и Филиппа, однако по прибытии он узнал, что стороны уже заключили союз, поэтому он вернулся ни с чем.
Весной 1189 года Генрих стал готовить новую кампанию. Уильям теперь занял в составе его свиты одно из главных мест, и король решил вознаградить ему верность. Поскольку Шатору оставался в руках французов, Маршалу была предложена опека над другой наследницей. Ей оказалась Изабелла де Клер, «достойная и красивая девушка», дочь умершего Ричарда Стронгбоу, графа Стригойля. Она была очень богатой наследницей и гораздо более выгодной партией, чем Элвиза Ланкастерская.
В начале лето болезнь короля немного отступила, после чего он решил предпринять ещё одну попытку мирных переговоров. В начале июня при посредничестве папского легата была организована встреча Генриха, Филиппа и Ричарда в Ла-Ферте-Бернар неподалёку от Ле-Мана, но встреча прошла безрезультатно. Более того, Филипп и Ричард сразу после окончания встречи начали наступление, захватив многие крепости. Генриху пришлось срочно отступать в Ле-Ман. Там король выслал Уильяма объехать укрепления с внешней стороны, но по пути он увидел армию Филиппа и Ричарда, которая направлялась к городу. После его возвращения к королю было решено разрушить мост через реку Юин. Французы разбили лагерь на берегу реки. Генрих, вероятно, полагал, что противники не смогут переправиться через реку. 12 июня ранним утром Маршал, который в отличие от многих рыцарей и короля решил надеть доспехи, был поставлен на защиту главных ворот на юге города, а Генрих с младшим сыном и тремя рыцарями отправился на патрулирование. Когда они приблизились к берегу Юина, то увидели французов, которые мерили копьями дно реки, и внезапно там обнаружился брод, о котором никто не знал. Король и его свита спешно отступили. Маршалу пришлось оборонять ворота, но вскоре ему пришлось отступить. Французы подожгли город, началась паника. Генрих и двое его приближённых, граф Эссекс и Уильям Маршал, перегруппировали своих воинов на севере города, но вскоре решили покинуть Ле-Ман и двинуться на север. «История» сильно приукрашивает подробности бегства, заявляя, что воины Генриха «действовали как единое целое». При этом ряд хронистов, например, Роджер Хоуден, пишут о том, что король бросил множество слуг и рыцарей, которые были отловлены поодиночке и убиты.
Уцелевшие рыцари из свиты короля окружили его и принца Джона и попытались доставить их в безопасное место. Вскоре они обнаружили за собой погоню. Маршал и ещё один рыцарь, Гильом де Рош, остались, чтобы задержать противников. Внезапно они увидели самого Ричарда Львиное Сердце. Этот эпизод подробно описывает только «История», но в целом описанные факты подтверждаются и другими современными источниками. На Ричарде был только шлем и дублет и он был вооружён только мечом, в то время как у Маршала были копьё и щит. «История» пишет, что увидев противника, Ричард крикнул ему: «Проклятье, Маршал! Не убивай меня! Это будет несправедливо! Ты же встретил меня почти безоружным». Хотя Уильям и мог убить принца, но он не смог себя заставить это сделать. В последний момент он направил копьё не на всадника, а на коня, крикнув в ответ: «Конечно, я тебя не убью. Пусть это сделает дьявол». На этом преследование Генриха прекратилось.
Через несколько дней Маршала отправили вместе с 50 рыцарями на север, чтобы найти поддержку для короля. Принц Джон, вероятно, остался в Мэне, а Генрих вернулся в замок Шинон. Вскоре король узнал, что армия Филиппа и Ричарда захватила Тур, в котором находилась его сокровищница, что окончательно его сломило. Вскоре он послал приказ Уильяму вернуться к нему.
Было очевидно, что жить Генриху осталось недолго. Многие из тех, кто ещё хранил ему верность, теперь покинули его: некоторые отправились к Ричарду, другие предпочли выждать время. Однако Уильям сохранил верность старому королю до конца. Он вернулся в Шинон в начале июля 1189 года. Поскольку у Генриха не было возможности бороться дальше, он признал своё поражение. Он согласился встретиться с Ричардом и Филиппом 4 июля в Туре. В это время он уже с трудом сидел в седле, его сопровождал Маршал, который заботился о нём. На встрече Генрих официально признал Ричарда своим наследником, а Филиппу пообещал 20 тысяч серебряных марок в знак мира. Единственное, что он попросил — список тех, кто перебежал от него. Когда список принесли, он узнал, что первым там значился его сын Джон, что окончательно его сломило.
Генрих умер ночью 6 июля в Шиноне. По инициативе Уильяма Маршала его похоронили в ближайшем аббатстве Фонтевро. Королём Англии теперь стал Ричард.

### Граф Стригуил
Ричард прибыл в Фонтевро 10 июля. Перед отъездом из аббатства он потребовал, чтобы к нему прислали Маршала. О встречи с ним «История» рассказывает достаточно подробно. Первым делом Ричард сказал: «Маршал, на днях ты собирался убить меня и, безусловно, сделал бы это, не отклони я твоё копьё рукой». В ответ Уильям сообщил: «Я никогда не хотел убить тебя. Я ещё достаточно силён, чтобы направлять копьё именно туда, куда я хочу. И я мог пронзить твоё тело, так же как пронзил тело твоего коня». Хотя Ричард и мог оскорбиться подобным ответом, но он объявил: «Маршал, ты прощён. И я никогда не буду на тебя за это сердиться».
Вероятно такое поведение нового короля было связано с тем, что Ричард собирался в Крестовый поход, и ему очень нужны были такие люди, как Маршал, который не раз доказывал свою преданность и военную доблесть. Желая привлечь Уильяма в свою свиту, он также подтвердил обещание отца отдать ему в жёны Изабеллу де Клер, подчеркнув, что в отличие отца он не обещает, а делает. Один из биографов Ричарда, Джон Каннингэм, отметил, что по сути Ричард сделал Маршала миллионером за ночь. Также Уильям получил срочное дело: ему было приказано немедленно отправиться в Англию, «чтобы позаботиться о моих землях и других интересах», кроме того, он должен был передать личное тайное послание Алиеноре Аквитанской. Когда Маршал вернулся в Фонтевро, ему привезли все королевские предписания, в числе которых было подтверждение о назначением опекуном Изабеллы де Клер, а также приказ о немедленном отправлении на север. Ричард наградил не только Маршала, но и всех тех, кто сохранял верность Генриху II до последнего, к тем же, кто отступился от старого короля в последние месяцы, он был гораздо менее благосклонен.
По дороге в Англию Уильям осмотрел владения своей новой подопечной возле Дьеппа в Нормандии, что было, судя по всему, свидетельством его желания на этот раз воспользоваться возможностью жениться на наследнице. В Англии он в первую очередь отправился в Уинчестер, где встретился с Алиенорой Аквитанской, получившей свободу после 15 лет нахождения под стражей. Он передал ей послание от Ричарда, но его содержание неизвестно. Далее Уильям отправился в Лондон, где в Белой башне Тауэра жила находившаяся с 1185 года под опекой короны Изабелла. Первоначально юстициарий Раннульф де Гленвиль, который присматривал за наследницей, отказался отдавать её Маршалу, заявляя, что пока Ричард не короновался, он не имеет права передавать опеку, однако в конце концов сдался. Изабелле в это время было около 16 лет, Уильям был гораздо старше. Хотя замуж её выдали и не спрашивая согласия, но скорее всего после 4 лет, когда она пребывала в неопределённости, перспектива брака ей не была сильно неприятна.
Ядром владений Изабеллы были обширные земли в Валлийской марке, центром которых был замок Стригойль. Кроме того, в её наследство входили половина Лонгевилля в Нормандии, принадлежавшего ранее Жиффарам, некоторые поместья Жиффаров в Англии — Кавершеме (недалеко от Рединга, Лонг-Крендоне (к востоку от Оксфорда), а также владения в Уэльсе и Ирландии. Женившись на ней, Уильям становился одним из самых значительных магнатов Англии. «История» указывает, что получив руку Изабеллы, Маршал «не имел желания её потерять». При этом сразу же появилось немало людей, желавших заручиться его расположением.
Брак был заключён в конце июля 1189 года в Лондоне, сама церемония, возможно, состоялась в соборе Святого Павла. Хотя первоначально он был политическим, но со временем супруги, вероятно, привязались друг к другу. У них родилось 5 сыновей и минимум 5 дочерей. При этом Маршал, судя по всему, хранил верность жене: нет никаких сведений о том, чтобы у него были любовницы или незаконнорождённые дети. Правда ему по своей службе часто приходилось надолго покидать жену.
Хотя современники иногда именовали его «граф Стригуил», однако Маршал в это время не имел права на графский титул, поскольку графство Пембрук, наследницей которого формально являлась Изабелла де Клер, с 1150-х годах находилось во владении английской короны. Но при этом Маршал был одним из лордов Марки и вместе с представителями нескольких других знатных родов (графами Честер на севере и Браозами в Хартфордшире) оказался одной из самых влиятельных фигур Валлийской марки. В центре его владений располагались плодородные земли нижнего Гвента, находившиеся к западу от эстуария Северна. В его владении оказались замки Стригуил (ныне Чепстоу) и Уск. Также он получал доход от торговли шерстью. Ещё одним источником доходов стала должность шерифа Глостершира, купленная им у Ричарда I, благодаря чему под его временным контролем оказался Глостерский замок и лес Дин. Это также усилило его положение в регионе.
Во владениях Маршала также располагалось цистерцианский Тинтернский монастырь, основателем которого был один из предков Изабеллы де Клер. Уильям и Изабелла установили с монастырём тесную связь, став его покровителями.
Замок Стригуил — каменный замок, стоящий на скалистом берегу реки Уай неподалёку от её впадения в реку Северн, стал главной резиденцией Маршала. Вступив во владение, он в конце 1189 или начале 1190 стал его укреплять и расширять. Первоначально замок состоял из прямоугольной каменной башни (так называемая Большая башня), окружённой, скорее всего, деревянным забором. В первую очередь в 110 ярдах (около 100 метров) вниз по склону была построена массивная каменная надвратная постройка с двумя башнями. В ней было 2 опускных решётки и прочные дубовые ворота, обитые железом. Позже была создана внутренняя стена с двумя трёхэтажными башнями, а также, возможно, каменная куртинная стена. Кроме того, что замок теперь представлял мощное фортификационное сооружение, он мог ещё использоваться как малый порт, поскольку располагался на реке.
Став владельцем земель, Маршал смог также создать своё собственное баронское домашнее хозяйство. Некоторые из принятых им рыцарей оставались с ним до самой смерти, некоторые покинули его, были и такие, кто предали его доверие. Вместе с ним в Стригуил прибыло четверо: Джон д’Эрли, его щитоносец и подопечный, которого он позже посвятил в рыцари, верный слуга Евстафий Бертримон и два юных уилтширских рыцаря — Уильям Валеран и Джеффри Фиц-Роберт. Последнего Маршал женил на сестре своей жены — Басилии, незаконнорождённой дочери Ричарда де Клера: в это время ей уже было за 30 лет и она успела дважды овдоветь. Некоторых рыцарей, которых набрал в своё хозяйство Уильям, происходили из Валлийской марки и были связаны родством с Клерами. Самым известным из них был Ральф Блоет: его брат был женат на тёте Изабеллы, а сам он до 1189 года был хранителем Стригуила. Хотя он и потерял свой пост, но имел владения в Уилтшире и Гэмпшире и пользовался немалым влиянием в Марке. Также в хозяйстве Маршала были клерки и капелланы.
В своих владениях Маршал создал августинский монастырь Картмел, выделив ему земли из своего поместья в Ланкашире.

### На службе у Ричарда I Львиное Сердце
Ричард I Львиное Сердце вернулся в Англию 13 августа и был коронован английской короной 3 сентября в Вестминстерском аббатстве. Хотя «История» ничего о церемонии ней не сообщает, но она достаточно подробно описана в хрониках того времени. Известно, что в ней принимал участие и Уильям. На коронации он встретился со своим старшим братом Джоном, маршалом Англии, а также с двоюродным братом Уильямом Фиц-Патриком, 2-м графом Солсбери. Во время церемонии Уильям играл одну из важных ролей — он нёс королевский скипетр, который был одним из ключевых символов власти.
После коронации Ричард стал готовиться к участию в Третьем крестовом походе. Вместе с ним отправилось много знатных рыцарей, однако Уильям Маршал в походе не участвовал. Точная причина этого неизвестна. Томас Эсбридж полагает, что возможно английский король, который ехал в поход за славой, не желал видеть в качестве конкурента одного из величайших воинов своего времени. «История» же сообщает, что Маршал не принял крест, поскольку сам уже совершал ранее путешествие в Святую землю, хотя и намекает на то, что его отсутствие среди крестоносцев стало причиной разных слухов.
Также в Англии остался и принц Джон, которому Ричард, не желая повторять ошибки отца, выделил обширные владения в Англии и Нормандии. Кроме того, король постарался, чтобы его королевством в его отсутствии управляли самые доверенные сторонники. Чтобы не сосредотачивать власть в одних руках, он назначил для управления своих четырёх доверенный сторонников (юстициариев), одним из которых стал Уильям Маршал. Главную роль среди юстициариев должен был выполнять Уильям де Лоншан, ставший при Ричарде сначала канцлером Англии, потом епископом Или, а затем и главным юстициарием Англии. Он владел большими полномочиями по управлению королевством, но его должны были уравновешивать другие советники, в число которых кроме Маршала вошли Джеффри Фиц-Питер и Уильям Брюэр, позже к ним присоединился ещё и Хью Бардульф. В первой половине 1190 года он вместе с другими советниками помогали королю в подготовке экспедиции. Ричард отплыл в Палестину 4 июля, а оставшиеся управлять королевством юстициарии должны были позаботиться о том, чтобы по возвращении короля у него «было королевство, которым тот мог бы управлять».
Однако выбор Уильяма де Лоншана для управления Англией оказался не лучшим решением. С одной стороны, он постоянно подозревал принца Джона в намерении захватить власть. С другой он всячески пытался держать власть только в своих руках, чем настраивал против себя окружение. В результате другие советники объединились против него, отправив в конце 1190 года письмо Ричарду I с жалобой на Лоншана. Король получил письмо в феврале 1191 года на Сицилии, отправив в ответ в Англию своего доверенного прелата Уолтера де Кутанса с предписанием сместить Лоншана, «если возникнет необходимость».
Уолтер прибыл в Англию летом 1191 года. К этому времени в Англию прибыл и принц Джон, который в свою очередь стал добиваться отстранения Лоншана, а также добивался официального признания себя наследником Ричарда, рассчитывая на пост регента Англии.
Маршал, владения которого в Валлийской марке граничили с владениями принца Джона, не желал с ним ссориться. Кроме того, он желал защитить претензии своей жены на Лейнстер в Ирландии. Поскольку Генрих II в своё время назначил Джона лордом Ирландии, Маршал оказывался подданным принца, который мог помешать ему в продвижении своих интересов. Ещё осенью 1189 года Маршал в попытке взять под контроль ирландские владения жены отправил в Ирландию Реджинальда де Кеттевиля, однако миссия того успехом не увенчалась. После этого Маршал, желая обезопасить себя, официально признал своим сюзереном по Ленстеру принца Джона. После возвращения принца в Англию он продолжал действовать с осторожностью, тем более что с Востока приходили новости, которые вызывали сомнения в том, что Ричард благополучно вернётся в своё королевство. К лету 1191 года Джон добился поддержки от многих баронов королевства, Маршал ему в этом никак не препятствовал, соблюдая нейтралитет. Кроме того, Джон распространял клевету на Лоншана. В октябре 1191 года Лоншан предстал перед советом магнатов, который лишил его власти согласно королевскому предписанию, после чего тот бежал из Англии. В итоге Иоанн был признан официальным наследником Ричарда, а также был назначен «верховным правителем королевства», став фактическим регентом Англии. Главным юстициарием же стал Уолтер Кутанский.
В декабре 1191 года из Крестового похода во Францию вернулся Филипп II Август и объявил, что захватит владения английского короля. Он пригласил к себе принца Джона, возможно, желая женить его на Адели Французской. Джон собирался поехать, но тут вмешалась королева Алиенора. Был созван совет магнатов, на котором присутствовал и Маршал. Прошло 4 заседания (в Виндзоре, Оксфорде, Лондоне и Уинчестере), после чего принц Джон сдался и отказался принимать предложения французского короля. Узнав об этом, Филипп II Август начал готовиться к военному вторжению в Нормандию, однако в начале 1193 года с Востока пришли новости о том, что Ричард, возвращавшийся из Крестового похода, по дороге попал в плен к Леопольду Австрийскому.
Узнав о пленении брата, Джон отправился в Париж, где принёс французскому королю ленную присягу за анжуйские владения, в том числе Нормандию, Анжу (а по слухам и за Англию). Он согласился жениться на сестре Филиппа, а также отдал ему Вексен, которого тот давно добивался. В ответ король Франции пообещал Джону помочь захватить английский престол. Вернувшись в Англию, он объявил, что его брат мёртв, захватил основные королевские замки и стал набирать сторонников, готовя восстание. В числе их оказались и родственники Маршала, в частности, его брат Джон, хотя биограф Уильяма этот факт умалчивает. Далее принц Джон призвал архиепископа Руанского Уолтера и юстициариев, в том числе и Маршала, на совет в Лондон, где потребовал провозгласить его королём, настаивая на смерти брата. Однако архиепископ Руанский к этому моменту получил письмо, из которого знал, что Ричард I жив и находится в плену, отвергнув требования принца, его поддержали юстициарии Джеффри Фиц-Питер и Уильям Маршал, который решил остаться верным слугой короны.
Заручившись поддержкой королевы Алиеноры, Уильям с другими юстициариями приступил к подавлению восстания. Он отправил гарнизон в оставшиеся королевские замки и укрепил береговую оборону, после чего перешёл в наступление. 29 марта сторонниками короля был осаждён Виндзорский замок, позже Уильям привёл ещё и армию из Валлийской марки. Также начались переговоры об освобождении Ричарда. Филипп II Август в свете этого отказался от вторжения в Англию, вместо этого двинувшись в Нормандию, захватив 12 апреля замок Жизор, однако Руан ему покорить не удалось.
К началу лета переговорами была согласована сумма выкупа за Ричарда — 150 тысяч серебряных марок (астрономическая по тем временам сумма). Хотя свободу он получил много месяцев спустя, стало ясно, что Ричард в Англию вернётся. В ноябре королевская армия смогла захватит 2 главных оплота принца Джона в Англии. Джон попытался заручиться поддержкой французского короля и проявил политическую близорукость, передав ему в январе 1194 года все нормандские владения к востоку от Сены, кроме Руана.
В феврале 1194 года Ричард получил свободу и в марте прибыл в Англию. В это время Маршал, захватив от имени короля Бристольский замок, был в Стригуиле, где узнал о смерти старшего брата Джона: поддерживая восстания принца, он во время обороны замка Мальборо от королевских войск получил раны, от которых и умер. Отдав распоряжения о похоронах брата, Маршал, узнавший о возвращении короля, устремился к нему. С Ричардом он встретился в Хантингдоне, где получил похвалу за верность и отличную службу. Кроме того, вследствие смерти брата Уильям унаследовал церемониальную должность главного маршала королевского двора.
В последующие 5 лет Маршал был главным военным советником Ричарда I и участвовал в его военных походах. В первую очередь был захвачен последний оплот принца Джона в Англии — Ноттингемский замок. В мае 1194 года Маршал отплыл вместе с королём в Нормандию. Принц Джон в это время был в Эврё. Узнав о прибытии брата, он немедленно отправился к нему и взмолился о прощении, которое было ему дано, хотя он и лишился своих замков и владений. После этого король начал отвоёвывать свои владения, в чём ему помогал принц Джон. Поскольку детей у Ричарда так и не было, то Джон оставался его основным наследником, если не считать малолетнего племянника, Артура Бретонского. Маршал по отношению к Джону вёл себя достаточно осторожно. При этом он отказался присягать королю за свои владения в ирландском Ленстере, заявив, что уже присягал принцу Джону за них и не желает обвинения в предательстве, если присягнёт другому.
Большую часть 1194 года армия Ричарда воевала в Западной Франции, в этих сражениях участвовал и Маршал. В июле армия Ричарда встретилась с армией Филиппа под Вандомом, но французы напасть не решились и 3 июля начали отступать. Их преследование Ричард поручил Маршалу. 4 июля после наступления он около Фретевиля напал на арьергард и обоз, сотни французов были убиты или попали в плен, после чего отступление Филиппа превратилось в бегство. Преследование продолжалось, большая часть французской армии попала в плен, хотя самому Филиппу удалось убежать. За свои успехи Маршал получил особую благодарность от Ричарда.
Хотя в 1194 Ричарду и удалось обескровить французов и спасти анжуйские владения и Нормандию от французского завоевания, но у Филиппа оставалась под контролем северо-восточная Нормандия, Жизор и Нормандский Вексен. Последующие годы английский король старался компенсировать потери. В 1196 году он вступил в союз с графом Тулузы, за которого выдал замуж свою сестру, благодаря чему обезопасил Аквитанию, после чего сосредоточился на Нормандии и Северной Франции. Всё это время Маршал был в его армии. Он или сражался рядом с королём, или был одни из его ведущих военачальников, и за исключением некоторых периодов почти не бывал в Англии. Точно известно, что он посещал свои владения осенью 1194, весной 1196 и осенью 1198 года. Управлением его землями во время его отсутствия занималась его жена и надёжные управляющие. Впрочем, жена также его посещала в Нормандии. Вместе с ним воевали многие его рыцари, в состав которых вошёл и Джон (III) Маршал, незаконнорождённый сын его старшего брата.
Летом 1197 года Маршал возглавил посольство, которое было отправлено к графу Фландрии Балдуину IX с целью уговорить того отказаться от поддержки французского короля. Для покрытия расходов ему было предоставлено более 1000 марок. Кроме того, Маршал имел свой личный интерес: после того как Филипп II Август захватил Артуа в 1193 году, право Уильяма на доходы с подчинявшегося графу Фландрии города Сент-Омера было, скорее всего, аннулировано, поэтому он мог попытаться вернуть себе данный источник доходов. Посольство оказалось достаточно успешным: за 5 тысяч марок граф Балдуин согласился разорвать союз с королём Франции.
Известно, что Маршал был одним из немногих людей, имевших к королю неограниченный доступ, а также он мог себе позволить говорить с Ричардом достаточно откровенно. Так, ему однажды удалось успокоить короля, взбешённого визитом папского легата Пьетро Капуанского, пытавшегося склонить Ричарда заключить мир с Филиппом и о новом Крестовом походе.
В 1197 году под контролем Ричарда оказалась часть Верхней Нормандии и большой участок границы, после чего его армия вторглась на захваченную французами территорию около Бове. В мае Маршал во главе армии, в которой был и принц Джон, был отправлен на захват крепости Милли-сюр-Терен к северо-западу от Бове. Хотя он был хорошо защищён, Уильям и Джон начали лобовую атаку. Им удалось наладить несколько лестниц. Хотя гарнизону удалось сбросить одну из лестниц, Маршал перебрался через ров и влез по оставшейся лестнице, вдохновляя остальных продолжить наступление. Один из французских рыцарей, Уильям Монсо, напал на него, но Маршалу удалось оглушить противника, после чего его войска вновь бросились в атаку. Биограф Маршала сообщает, что король позже попенял ему, заявив, что «такой известный человек не должен лезть в гущу сражения, не позволяя молодым рыцарям приобрести известность».
К концу 1198 года Ричарду после удалось почти полностью восстановить Анжуйскую империю. Но нужно было захватить ещё и Вексен, ключом к которому считался замок Жизор, который при осаде спокойно мог продержаться в течение недели, а за это время к нему могли подойти французские войска. Чтобы захватить Вексен, Ричард сначала в 1196—1198 годах построил замок Шато-Гайар, который защищал проход к Руану и одновременно мог служить плацдармом для нападения на Вексен. В результате, хотя в руках французов и оставался ряд крепостей в регионе, включая Жизор, однако их гарнизон оказался блокирован, поскольку на границе Вексена можно было разместить большую армию. В результате господство Ричарда на севере Франции было восстановлено. В итоге в январе 1199 года был заключён мир между Англией и Францией на 5 лет, а Ричард получил передышку, благодаря которой он смог заняться новыми беспорядками в Аквитании.
В марте 1199 года Ричард прибыл в Лимузен, где восстал виконт Лиможа Адемар V. Король планировал короткую кампанию, в ходе которой он должен был подчинить виконта. В конце марта он осадил небольшой замок Шалю. После 3 дней осады 26 марта Ричард был ранен арбалетной стрелой. Хотя её извлекли, но рана загноилась, в результате 6 апреля король умер, перед смертью назначив своим наследником принца Джона.
Маршал в это время оставался в Нормандии. 7 апреля он получил письмо о том, что король смертельно ранен, после чего отправился в Руан, где в большой герцогской башне вечером 10 апреля и получил известие о смерти Ричарда. Ночью он переправился через Сену и сообщил новость архиепископу Хьюберту Уолтеру. В это время никто ещё не знал, каковы были распоряжения Ричарда о наследнике. Хотя 12-летний Артур Бретонский как сын старшего брата Джона имел больше прав на престол, Маршал решил поддержать именно Джона, считая, что «у Артура плохие советники», архиепископ с ним согласился, хотя он якобы предупредил Уильям: «Тебе никогда не придётся сожалеть о содеянном так сильно, как после того, что ты сделал сегодня».

### Граф Пембрук
Сделав свой выбор, Уильям отправил в Англию своего доверенного рыцаря, Джона д’Эрли. Кроме сообщения о смерти Ричарда I, Эрли должен бы сообщить о том, что Маршал и архиепископ Уолтер поддерживают в качестве короля Иоанна юстициарию Джеффри Фиц-Питеру. Новый король получил известие о смерти брата, находясь в Нормандии. Судя по всему, он получил от Маршала сообщение о том, что он вместе с архиепископом Уолтером его поддерживает, но, скорее всего, лично они не встречались. Сам Иоанн отправился в Шинон, чтобы захватить хранившуюся там казну, а Уильяму вместе с архиепископом было велено возвращаться в Англию, чтобы подготовить почву для прибытия нового короля.
Судя по сохранившимся источникам, именно Маршал сыграл главную роль в обеспечении поддержки кандидатуры Иоанна английской знатью, поскольку далеко не все бароны готовы были признать его королём; некоторые из них даже стали готовить свои замки к войне. Маршал, архиепископ Уолтер и Фиц-Питер созвали совет знати в Нортгемптоне, где дали всем баронам гарантию, что они получат причитающиеся за поддержку Иоанна награды. В итоге ряд крупных магнатов принесли новому королю клятву верности. Как отмечает Томас Эсбридж, хотя Уильям не был «делателем королей», его поддержка во многом облегчила Иоанну путь на трон.
Иоанн в конце апреля в Руане был назван герцогом Нормандским. А 25 мая он отплыл в Англию, причём его сопровождал Маршал, прибывший в Нормандию. 27 мая Иоанн был коронован архиепископом Уолтером в Вестминстерском аббатстве.
В первые годы правления Иоанна Маршал, архиепископ Уолтер и граф Эссекс получили немалые выгоды от того, что обеспечили поддержку новому королю. Архиепископ Кентерберийский был сделан канцлером, а Уильям и Джеффри были опоясаны лично Иоанном графскими мечами, а также удостоились права лично прислуживать королю на коронационном пиру. В результате Маршал получил титул графа Пембрука по личному праву, а также ему было обещано владение Пембрукширом, который перешел под управление английских королей в 1154 году; Джеффри получил титул графа Эссекса.
Кроме графского титула, который сделал его высшим магнатом королевства, а 1200 году Уильям получил владения в Западном Уэльсе, в результате чего стал контролировать земли, 2 раза превышавшие Стригуил. Кроме того, он теперь претендовал за соседние замки Кардиган и Силджерран. Центром его новых, постоянно расширяющихся владений стал замок Пембрук, Стригуил же остался важной резиденцией. В официальных документах он стал называть себя «граф Пембрук», но при этом не стал создавать себе новую печать, используя свою старую рыцарскую. Также Уильям был вновь назначен шерифом Глостершира, получив под свой контроль королевские замки в Глостере и Бристоле. Получили пожалования и члены его семьи, в том числе и племянник, Джон Маршал, ставшим опекуном над богатой наследницей. В результате Уильям стал одним из самых богатых и влиятельных магнатов королевства. При этом в «Истории Уильяма Маршала» его биограф старательно обходит тот факт, что большинством своих пожалований граф обязан покровительству короля Иоанна.
Кроме владений в Уэльсе, Уильям унаследовал претензии на Ленстер в Ирландии. Существуют доказательства, что он совершил поездку в Ирландию, где посетил Ленстер, приняв оммаж от местных феодалов. Для управления этими владениями в качестве сенешаля он оставил своего рыцаря Джеффри Фиц-Роберта.

### На службе у Иоанна Безземельного
Уже через год после восхождения на престол всем стали очевидны недостатки Иоанна Безземельного; хронист Ральф Дисский охарактеризовал действия нового короля как «недостойные королевского величия». Он достаточно быстро приобрёл репутацию человека, который грубо обращается со знатью. Кроме того, достаточно быстро Иоанн проявил распутство и жестокость. Хотя Уильяма Маршала и его семьи это не коснулось, но ему приходилось лавировать на службе у короля, проявляя огромную осторожность. Итогом правления Иоанна стали не новые завоевания, а утрата земель.
Всё правление Иоанна изобиловало различными кризисами, хотя не во всех виноват именно он. В континентальных владениях Анжуйской империи — Анжу, Мэне и Бретани — действовал принцип первородства, поэтому местные феодалы оспаривали у нового короля право на престол, поддерживая претензии его племянника, Артура Бретонского, поскольку тот был сыном старшего брата Иоанна. Хотя король попытался добиться примирения со сторонниками Артура, успеха он не добился. Одной из проблем Иоанна стал тот факт, что он пришёл к власти, когда Филипп II Август был на вершине своего могущества; французский король превосходил своего английского коллегу как в искусстве ведения войны, так и в дипломатии. Хотя 22 мая 1200 года в Ле-Гуле был подписан мирный договор между двумя державами, по которому Иоанн признавался законным королём, а Артур Бретонский — его вассалом, Филипп II утвердил свои вассальные права на английские континентальные владения, потребовав от английского короля уплатить 20 тысяч марок за наследование земель. Кроме того, Франция по условиям договора получила Нормандский Вексен и земли в Эврё (из-за чего Нормандия оказалась уязвима перед возможной агрессией); был заключён брачный договор между Людовиком, сыном Филиппа II, и племянницей Иоанна — дочерью его сестры Элеоноры и короля Кастилии (что укрепило претензии Капетингов на анжуйские владения); кроме того, Англия согласилась расторгнуть союз Фландрией, а позже и с Булонью. В результате французский король обыграл в дипломатии английского короля и подготовил почву для последующего захвата его владений.
Хотя на некоторое время установился мир, но Англия предприняла некоторые усилия для укрепления Нормандии. Уильям Маршал, который владел Лонгвилем в Северо-Восточной Нормандии, взял на себя ответственность за этот регион. Под его управлением находилось 2 небольших замка, Лонгвиль и Мелере, однако главным замком, который защищал долину реки Бетюн, был Арк. Для укрепления его оборонительных сооружений Уильям в начале весны 1201 года послал рыцаря Джордана де Сокевиля. В мае того же года он лично прибыл в Нормандию с отрядом из 100 рыцарей, отобранных королём. К этому моменту Иоанн совершил ещё один промах: он выкрал Изабеллу, дочь графа Ангулема, женившись на ней. Однако девушка была помолвлена с Гуго де Лузиньяном, наследником графа де ла Марш, который счёл себя оскорблённым и обратился с жалобой к королю Франции. Кое-кто из информированных современников сообщает, что брак с Изабеллой был заключён по совету Филиппа II, поэтому не исключено, что французский король намеренно расставил ловушку для английского коллеги. Поскольку по условиям договора в Ле-Гуле Иоанн признавал себя вассалом Филиппа II, тот вызвал короля Англии для ответа на обвинения; когда же тот это сделать отказался, король Франции в апреле 1202 года объявил о конфискации континентальных английских владений. Они все кроме Нормандии, которая была признана владением короны, были переданы Артуру Бретонскому.
Филипп II начал вторжение в Восточную Нормандию вместе с графом Фландрии и к июлю захватил часть Верхней Нормандии. Затем он осадил замок Арк, охраняемый Уильямом Маршалом и Уильямом Длинным Мечом, графом Солсбери. К тому моменту Маршал потратил на фортификационные сооружения из казны 1600 анжуйских фунтов, однако, судя по всему, он понимал, что поддержки он не получит. В итоге около 20 июля, узнав о движении французской армии к Арку, он оставил командовать обороной Уильяма Мортимера, а сам вместе с графом Солсбери отошёл на запад. Там они собрали достаточно крупный мобильный отряд, с помощью которого провели ряд стремительных атак на осаждающих Арк французов. Однако силы Филиппа II многократно превосходили его армию, поэтому перспективы анжуйцев выглядели бесперспективными. Одновременно в Анжу вторгся Артур Бретонский с армией бретонских рыцарей, осадив замок Мирабо, в котором укрепилась престарелая Алиенора Аквитанская. Узнав об этом, Иоанн предпринял форсированный марш из Ле-Мана; преодолев за 2 дня 80 миль, они напали на рассвете 1 августа на армию Артура, разбили её, захватив в плен самого Артура и ещё 252 рыцарей.
Узнав о победе Иоанна, Филипп II снял осаду с Арка, опасаясь, что теперь английский король двинет свои войска в Верхнюю Нормандию. «История Уильяма Маршала» восторженно описывает, что Маршал и граф Солсбери отвели свою армию в Руан, где отпраздновали победу, выпив «немалое количество хорошего вина». Инициатива оказалась на стороне Иоанна, однако он допустил серьёзную ошибку. Английский король начал жестоко обращаться с пленными, которых захватил в Мирабо, а вскоре большинство из них, включая Артура Бретонского, просто исчезло. Часть из них сослали в замки в Нормандии и Южной Англии, где их заморили голодом. Подобное вызвало огромный скандал. Гильом де Рош, сенешаль Анжу, который был другом или родственником ряда рыцарей, который пытался узнать об их судьбе, ответа не получил; в итоге он был настолько возмущён поведением Иоанна, что перешёл на сторону Филиппа II; его примеру последовали и другие ведущие представители анжуйской знати. В итоге к началу 1203 года английский король потерял всякую поддержку в Анжу, Мэне и Турени. Даже в Нормандии ряд местных феодалов стали переходить на сторону Франции. Уильям Маршал верность Иоанну сохранил, но проблемы у Иоанна только начинались.
В начале 1203 года всё чаще стали раздаваться вопросы о судьбе Артура Бретонского. Известно, что сначала он содержался в одном из нормандских замков (вероятно, в Фалезе), а к апрелю был переведён в Руан, где его, судя по всему, убили в апреле. Хотя судьба принца была неизвестна, но слухи о его смерти пошли. В итоге в начале лета 1203 года всё больше аристократов стали переходить на сторону Филиппа II. В июне началось новое вторжение Филиппа II в английские владения, быстро получив контроль над территорией на левом берегу Сены и осадив замки Шато-Гайяр и Лез-Андели. В сентябре Иоанн и Уильям Маршал начали планировать наступление на них, стремясь прорвать осаду. Сам Уильям командовал сухопутной армией, вторая же армия плыла по Сене. Однако из-за того, что французам удалось захватить замок Водрёй, они могли плыть только ночью, поэтому наступление должно было начаться на рассвете. Но моряки недооценили силу течение и не успели приплыть к назначенному времени. В результате отряд Маршала оказался в одиночестве, понёс серьёзные потери и был отброшен; когда же второй отряд наконец доплыл, он также был разбит. Данное поражение оказалось одним из самых унизительный в военной карьере Уильяма.
Невозможность снять осаду с замков негативно повлияла на моральный дух анжуйцев. Хотя часть Верхней Нормандии вокруг владений Маршала в Лонгвиле и Арка пока держалась, положение Иоанна в герцогстве было катастрофическим. «История Уильяма Маршала» сообщает, что граф Пембрук отправился в посольство к Филиппу II, чтобы договориться о перемирии, но больше ни в каких источниках эта миссия не упоминается. В любом случае, французский король был близок к победе, поэтому вряд ли согласился дать врагу передышку. Зимой Иоанн решил вернуться в Англию, взяв с собой жену. Он отплыл 5 декабря, его сопровождал и Уильям. В это время Нормандия, кроме нескольких крепостей вроде Шато-Гайяра и Арка, уже была в руках французского короля.

### В опале
В 1205 году лишился милости короля Иоанна Безземельного и попал в опалу.
В 1208—1213 годах находился в землях своей жены в Ирландии (по праву супруги Уильям получил титул лорда Лейнстера) и сражался с уэльскими князьями.
В 1213 году вернулся в Англию и стал главным советником короля Иоанна Безземельного. При восстании баронов оставался верен королю. Был одним из последовательных противников французского принца Людовика. Его подпись стоит на Великой хартии вольностей (1215) среди подписей двадцати пяти баронов в качестве гаранта её соблюдения. Во многом благодаря усилиям Маршала в 1216 году королём Англии был признан Генрих III, 9-летний сын Иоанна Безземельного, умершего в октябре 1216 года. Сам Маршал был выбран регентом Англии на время малолетства Генриха III.

## Правитель королевства
20 мая 1217 года в битве при Линкольне армия регента Уильяма Маршала разбила войско французского принца Людовика.
Скончался 14 мая 1219 года и был погребён в Церкви тамплиеров в Лондоне.

## Внешность
«История Уильяма Маршала» сообщает, что он был очень высоким мужчиной. Также он обладал таким хорошим сложением, «что воплотить его было неподвластно даже самому искусному скульптору». Руки и ноги его были изящными, лицо — смуглым, волосы — каштановые. Кроме того, его в силу особенностей телосложения у него, судя по всему, была природная предрасположенность к езде верхом.
Известно, что Уильям обладал высокой выносливостью и немалой физической силой, а также острым умом.

## Брак и дети
Жена: с августа 1189 Изабелла де Клер (ум. 1220), 4-я графиня Пембрук с 1186, дочь Ричарда Стронгбоу, 2-го графа Пембрука и графа Стригуила, и Эвы Лейнстерской. Дети:
- Уильям II Маршал (ок. 1190 — 6 апреля 1231), 2-й граф Пембрук и главный маршал Англии с 1219[20];
- Матильда (Мод) Маршал[англ.] (до 1195 — 1/7 апреля 1248); 1-й муж: до 1207 Хью Биго (ум. 11/18 февраля 1225), 3-й граф Норфолк с 1221; 2-й муж: до 13 октября 1225 Уильям IV де Варенн (1166 — 27 мая 1240), 6-й граф Суррей с 1202[20];
- Ричард Маршал (ум. 16 апреля 1234), 3-й граф Пембрук и главный маршал Англии с 1231[20];
- Гилберт Маршал (ум. 27 июня 1241), 4-й граф Пембрук и главный маршал Англии с 1234[20];
- Уолтер Маршал (после 1198 — 24 ноября 1245), 5-й граф Пембрук и главный маршал Англии с 1241[20];
- Ансельм Маршал (ум. 22/24 декабря 1245), 6-й граф Пембрук и главный маршал Англии с 1245[20];
- Изабелла Маршал (ум. 9 октября 1240); 1-й муж: с 9 октября 1214 или 1217 Гилберт де Клер (ок. 1180 — 25 октября 1230), 4/5-й граф Хартфорд и 7-й барон Клер с 1217, 1/5-й граф Глостер с 1218; 2-й муж: с 13 или 30 марта 1231 Ричард Корнуоллский (5 января 1209 — 2 апреля 1272), 1-й граф Корнуолл с 1227, король Германии с 1257[20];
- Сибилла Маршал (ум. до 1238); муж: до 14 мая 1219 Уильям де Феррес (ум. 28 марта 1254), 5-й граф Дерби с 1247[20];
- Ева Маршал (1200/1210 — до 1246); муж: Уильям де Браоз (ум. 2 мая 1230), барон Абергавенни[20];
- Джоанна Маршал (ум. до 1242); муж: Уоррен де Мюшенси (ум. 1255), лорд Сванскомби[20].

## Образ в искусстве

### В литературе
- Жизнь Уильяма Маршала была описана для потомства вскоре после его смерти в 1219 году, в анонимной поэме, называющейся «История Уильяма Маршала».
- Уильям Маршал и члены его семьи являются главными действующими лицами исторических романов современной британской писательницы Элизабет Чедвик: «Величайший рыцарь» (2005) и «Алый Лев» (2006) — дилогия об Уильяме Маршале и Изабелле де Клер, «A Place Beyond Courage» (2008, не опубликован на русском языке) — об отце Уильяма Маршала, «Отвергнуть короля» (2010) — о дочери Уильяма Маршала (Мод).
- Уильям Маршал — один из главных героев романа Грэма Шелби «Дьявол на свободе».

### В кинематографе
- Кинофильм «Лев зимой» (1968), режиссёр Энтони Харви, в роли капитана Уильяма Маршала — Сток Найджел.
- Телефильм «Лев зимой» (2003), режиссёр Андрей Кончаловский, в роли капитана Уильяма Маршала — Клайв Вуд.
- Робин Гуд / Robin Hood (2010; США, Великобритания) режиссёр Ридли Скотт, в роли Уильяма Маршала Уильям Хёрт.
- Кинофильм «Железный рыцарь» (2011), режиссёр Джонатан Инглиш, в роли Томаса Маршала, при создании образа которого использована вольно интерпретированная биография Уильяма Маршала, — Джеймс Пьюрфой.

### В документальных фильмах
- Величайший рыцарь / The Greatest Knight (2007). Документальный фильм BBC.

### В компьютерных играх
- Уильям Маршал является одним из персонажей игры Vampyr (2018). Действие игры происходит в Лондоне в 1918 году, Уильям — один из самых старых вампиров из оставшихся в живых на тот момент.